# A Grande Conquista (2.ª temporada)
A Grande Conquista 2 foi a segunda temporada do reality show brasileiro A Grande Conquista, produzida e exibida pela Record de 22 de abril a 18 de julho de 2024. Sob direção de Rodrigo Carelli, o programa foi apresentado por Rachel Sheherazade e comandado por Lucas Selfie e Ju Nogueira nas plataformas digitais.

## Formato
Ao contrário da primeira edição, a segunda passou por algumas mudanças no formato, agora reduzindo as etapas para apenas duas.

### Primeira etapa
Agora, os cem participantes, independentemente de serem famosos ou não, são confinados na Vila, que continua a ter três Casas com cômodos reduzidos em cada uma. E segue os esquemas da Tentação, Dilema, além das provas e as eliminações semanais no R7 para garantir as vinte vagas para a Mansão.
A novidade nessa temporada é que os Donos da Casa na Vila ao vencer as provas, ganham um peso maior. Independente da Casa que ficarem, o comandante é enviado para a Casa de outra cor (ou na mesma, se for o caso) e recebe missões da produção e do público externo. O objetivo maior é convencer o participante a ficar no programa por meio de jogos mentais e, caso algum participante desista, a Casa onde está o dono (podendo ser da adversária ou não) é punida. Além disso, os seis Vileiros mais bem votados da segunda até a quarta berlinda e o ganhador da última Prova da Virada garantem vaga direta à Mansão.

### Segunda etapa
Os treze participantes que sobreviverem à Vila, escapando das eliminações, são promovidos para irem à Mansão, com toda a mordomia, junto com os outros seis mais bem votados na segunda até a quarta berlinda e o vencedor da última Prova da Virada na etapa. Para garantir o prêmio de um milhão de reais, os competidores terão que passar pelo desafio da convivência, além das provas que valem o título de Dono da Casa, podendo escolher mais uma pessoa para desfrutar do título, exceto se a prova for em dupla com ambos conquistando a regalia, além da Zona de Risco podendo se safar da Berlinda se vencer a Prova da Virada.

#### Esquema de exibição
- Segunda-feira: Atividades de Discórdia
- Terça-feira: Zona de Risco (ao vivo)
- Quarta-feira: Prova da Virada (ao vivo)
- Quinta-feira: Eliminação (ao vivo)
- Sexta-feira: Dinâmica dos Donos da Casa da Semana
- Sábado: Convivência + Festa (flashes ao vivo)
- Domingo: Festa

## Controvérsias

### Retirada e prisão de Fellipe Villas
Em 25 de abril de 2024, portais de notícias divulgaram que o participante Fellipe Villas teve seu pedido de licença negado pela Polícia Militar do Espírito Santo. Villas, que é policial militar, teria se inscrito para participar do programa e, ao ser chamado pela produção, solicitou seu pedido de dispensa temporária, o qual não foi aceito pela corporação. Mesmo assim, Fellipe entrou no programa, o que levou a PM-ES a abrir um processo administrativo contra ele por desobediência, mas não foi revelado se haveria algum desligamento.
Em 12 de julho de 2024, por volta das 13h13min, Villas foi chamado pela produção do programa e de lá foi anunciada a sua retirada do programa. Em seguida, ele foi detido pelo crime de deserção pela Polícia Militar de São Paulo, acatando uma denúncia da Polícia Capixaba, para onde seria enviado posteriormente. Também foi revelado que Fellipe havia apresentado laudo psiquiátrico para participar do programa, entrando de férias pelo período de 90 dias a partir de 15 de abril, e que teria que ter se apresentado à corporação após ter completado os 30 dias de dispensa, ou seja, em 15 de maio, o que não aconteceu já que o policial estava no programa. Em junho, o salário do Conquisteiro pela PM-ES foi bloqueado e os valores foram devolvidos aos cofres do estado.

### Expulsão de Ricardo Costa
Na madrugada do dia 26 para o dia 27 de abril de 2024, Ricardo Costa e Fábio Gontijo protagonizaram uma forte discussão no quarto da casa laranja. O ocorrido teve início quando a cantora MC Mari encontrou uma sunga vermelha molhada em sua cama. A cantora havia pedido para trocar de cama com Fábio após perguntar de quem pertencia à peça de roupa. Em seguida, a dupla começa uma rápida discussão, que se estenderia após Gontijo jogar a sunga molhada em Ricardo, que logo depois partem para um bate-boca. O ex-Polegar deixa o quarto após a briga com o médico e vai em direção à cozinha e pega uma faca, mas é contido por outros participantes. Enquanto os que estavam do lado de fora criaram uma barreira para impedir que ele entre, os que estavam dentro do quarto trancam a porta e solicitaram a expulsão do participante, anunciando para a câmera que a situação passou dos limites. Encerrando a briga, Vinigram reclamou da convivência com o cozinheiro, assim como os demais competidores.
Na manhã do dia 27, Ricardo deixou o programa, mas sem a produção esclarecer ao público se ele foi expulso ou se desistiu, deixando até mesmo a própria equipe do então participante sem uma posição a respeito, uma vez que as câmeras exclusivas do PlayPlus não filmaram aquele momento. Logo depois, a Record confirmou a expulsão do baterista e disponibilizou um trecho da cena do momento em que Costa foi à cozinha buscar a faca e sendo impedido de entrar no quarto, deixando para levar ao ar o momento de sua saída e uma explicação mais clara, com direito a reação dos colegas de confinamento com o aviso, apenas na edição noturna da televisão.

### Acusações de racismo

#### Cibelle Mestre
Em 25 de abril de 2024, começou a circular um trecho da conversa da participante Cibelle Mestre com alguns participantes na mesa do almoço na casa azul, onde ela afirma que a maioria das mulheres da sua família são casadas com homens negros. Ela também disse que as primas aconselharam dizendo que, quando ela encontrar "um preto", a participante iria se apaixonar, porque eles são "maravilhosos" e não no "sentido da sensualidade" e do "jeito de tratar". As declarações repercutiram negativamente nas redes sociais.

#### Cátia Paganote
A participante Thay Sampaio revelou, em 30 de abril de 2024, que havia sido vítima de racismo pela participante Cátia Paganote. Segundo Thay, Cátia teria dito que o seu cabelo parecia um "ninho de passarinho" e que ela deveria entender a fala como um elogio.
Thay teria se desentendido com Cátia, mas as cenas não foram ao ar no programa ao vivo, nem na transmissão do PlayPlus. Como meio de defesa, Cátia chegou a dizer que não era racista, pois seu melhor amigo era negro.
Em 10 de maio de 2024, Thay revelou que iria acionar seus advogados contra Paganote. "Estou aqui agora acompanhada do meu advogado José. Luís é quem vai me dar total suporte nesse processo que eu vou sim dar andamento, não só por mim, mas por milhões de pessoas que também sentiram ofendidas e que passam por isso. É, infelizmente, ainda em 2024", contou.

### Preservativos furados
Em 29 de abril de 2024, a participante Jhenyfer Dulz (Bifão), tentou encher uns preservativos furados com água para fazer uma trollagem com os outros confinados. No entanto, a influenciadora digital observou que eles estavam furados e depois os jogou fora, além de chamar a atenção da produção do reality, que imediatamente cortou as filmagens para outro cômodo, mas não evitou que tal momento fosse gravado pelo público. A cena acabou gerando um debate em alguns sites sobre a responsabilidade da equipe do programa em eventuais casos envolvendo relações sexuais seguras.

### Erro na Prova da Virada
Em 3 de julho de 2024, o participante William Rambo havia vencido a Prova da Virada e indicou João Hadad no seu lugar para a votação popular na Zona de Risco, junto com Anahí "Any" Rodrighero e Fernando Sampaio. No entanto, uma hora depois, foi alegado que a apresentadora Rachel Sheherazade havia dado, sem saber, uma dica óbvia a Rambo em uma pergunta do desafio. Após ser constatado o erro, a votação popular da Zona de Risco foi suspensa e, logo após a decisão da produção, o resultado da prova foi anulado e Rambo voltou à berlinda e Hadad foi mantido na mansão, sendo retirado da avaliação do público.

## Participantes
Abaixo a lista dos participantes desta edição, com as ocupações listadas pelo site oficial do programa e com as respectivas idades durante o início das gravações.

### Mansão
Seis participantes garantiram lugar na Mansão sendo os mais votados das Zonas de Risco ao longo do período da Vila. Os outros 14 participantes restantes foram automaticamente promovidos à mansão no dia 9 de maio de 2024, após terem sobrevivido à quinta Zona de Risco.
| Participante                                                      | Profissão                               | Resultado                              |
| ----------------------------------------------------------------- | --------------------------------------- | -------------------------------------- |
| Kaio Perroni 24 anos, Campinas - SP                               | Assessor e oficial do Exército          | Vencedor em 18 de julho de 2024        |
| João Hadad 30 anos, Guarapari - ES                                | Influenciador digital e empresário      | 2º lugar em 18 de julho de 2024        |
| William Rambo 46 anos, Tucuruí - PA                               | Humorista e cantor                      | 3º lugar em 18 de julho de 2024        |
| Fernando Sampaio 45 anos, Salvador - BA                           | Ator                                    | 4º lugar em 18 de julho de 2024        |
| Taty Pink 34 anos, São Pedro da Água Branca - MA                  | Cantora e professora de educação física | 15.ª eliminada² em 16 de julho de 2024 |
| Hideo Matsunaga 36 anos, Ponta Porã - MS                          | Cantor, professor de japonês e advogado | 14.º eliminado² em 16 de julho de 2024 |
| Guilherme Pallesi (Guipa) 36 anos, São Paulo - SP                 | Radialista                              | 13.º eliminado¹ em 15 de julho de 2024 |
| Marcel Hayashi (Cel) 28 anos, Tóquio - Japão                      | Influenciador digital                   | 12.º eliminado¹ em 15 de julho de 2024 |
| Brenno Pavarini 30 anos, Birigui - SP                             | Ator e personal trainer                 | 11.º eliminado em 13 de julho de 2024  |
| Fellipe Villas 36 anos, Belo Horizonte - MG                       | Policial militar                        | Retirado em 12 de julho de 2024        |
| Liziane Gutierrez (Lizi) 37 anos, Rio de Janeiro - RJ             | Influenciadora digital                  | 10.ª eliminada em 11 de julho de 2024  |
| Geni Grohalski (Dona Geni) 48 anos, Capitão Leônidas Marques - PR | Vendedora                               | 9.ª eliminada em 10 de julho de 2024   |
| Anahí Rodrighero 30 anos, Brasiléia - AC                          | Empresária                              | 8.ª eliminada em 4 de julho de 2024    |
| Lucas de Albú 27 anos, Fortaleza - CE                             | Nutricionista e modelo                  | 7.º eliminado em 27 de junho de 2024   |
| Bruno Cardoso 31 anos, São Caetano do Sul - SP                    | Palhaço e apresentador                  | 6.º eliminado em 20 de junho de 2024   |
| Cátia Paganote 48 anos, Rio de Janeiro - RJ                       | Ex-Paquita                              | 5.ª eliminada em 13 de junho de 2024   |
| Edlaine Barboza 29 anos, Rio de Janeiro - RJ                      | Modelo                                  | 4.ª eliminada em 6 de junho de 2024    |
| Vinicius de Paula (Vinigram) 31 anos, São Paulo - SP              | Cantor                                  | 3.º eliminado em 30 de maio de 2024    |
| MC Mari 27 anos, Itabuna - BA                                     | Cantora e compositora                   | 2.ª eliminada em 23 de maio de 2024    |
| Claudia Baronesa 50 anos, São Paulo - SP                          | Empresária                              | 1.ª eliminada em 16 de maio de 2024    |

Nota 1:  Cel Hayashi e Guilherme Pallesi foram eliminados na décima segunda Zona de Risco do programa. Cel foi eliminado primeiro.

Nota 2:  Hideo Matsunaga e Taty Pink foram eliminados na décima terceira Zona de Risco do programa. Hideo foi eliminado com menor porcentagem.

### Disputa pelas vagas da Mansão
Dois dos 100 Vileiros originais do elenco precisaram ser isolados por motivos de saúde e posteriormente se juntaram à competição: Vinigram, que testou positivo para a gripe H3N2, se recuperou e se uniu ao grupo no segundo dia. Ysani Kalapalo, diagnosticada com covid-19, foi inicialmente desclassificada e substituída por Lara Costa, mas acabou reintegrada ao elenco após a desistência de Gaby Fontenelle.
| Número | Participante                                                      | Profissão                                                              | Casa Inicial | Resultado                         |
| ------ | ----------------------------------------------------------------- | ---------------------------------------------------------------------- | ------------ | --------------------------------- |
| 5      | Anahí Rodrighero (Any) 30 anos, Brasiléia - AC                    | Empresária                                                             | Laranja      | Escolhida em 29 de abril de 2024  |
| 18     | Marcel Hayashi (Cel) 28 anos, Tóquio - Japão                      | Influenciador digital                                                  | Laranja      | Escolhido em 29 de abril de 2024  |
| 14     | Bruno Cardoso 31 anos, São Caetano do Sul - SP                    | Palhaço e apresentador                                                 | Verde        | Escolhido em 2 de maio de 2024    |
| 28     | Geni Grohalski (Dona Geni) 48 anos, Capitão Leônidas Marques - PR | Vendedora                                                              | Laranja      | Escolhida em 2 de maio de 2024    |
| 48     | João Hadad 30 anos, Guarapari - ES                                | Influenciador digital e empresário                                     | Laranja      | Escolhido em 6 de maio de 2024    |
| 53     | Kaio Perroni 24 anos, Campinas - SP                               | Assessor e oficial do Exército                                         | Laranja      | Escolhido em 6 de maio de 2024    |
| 10     | Brenno Pavarini 30 anos, Birigui - SP                             | Ator e personal trainer                                                | Laranja      | Escolhido em 9 de maio de 2024    |
| 17     | Cátia Paganote 48 anos, Rio de Janeiro - RJ                       | Ex-Paquita                                                             | Verde        | Escolhida em 9 de maio de 2024    |
| 21     | Claudia Baronesa 50 anos, São Paulo - SP                          | Empresária                                                             | Laranja      | Escolhida em 9 de maio de 2024    |
| 29     | Edlaine Barboza 29 anos, Rio de Janeiro - RJ                      | Modelo                                                                 | Verde        | Escolhida em 9 de maio de 2024    |
| 32     | Fellipe Villas 36 anos, Belo Horizonte - MG                       | Policial militar                                                       | Laranja      | Escolhido em 9 de maio de 2024    |
| 33     | Fernando Sampaio 45 anos, Salvador - BA                           | Ator                                                                   | Azul         | Escolhido em 9 de maio de 2024    |
| 39     | Guilherme Pallesi (Guipa) 36 anos, São Paulo - SP                 | Radialista                                                             | Verde        | Escolhido em 9 de maio de 2024    |
| 42     | Hideo Matsunaga 36 anos, Ponta Porã - MS                          | Cantor, professor de japonês e advogado                                | Azul         | Escolhido em 9 de maio de 2024    |
| 56     | Liziane Gutierrez (Lizi) 37 anos, Rio de Janeiro - RJ             | Influenciadora digital                                                 | Laranja      | Escolhida em 9 de maio de 2024    |
| 57     | Lucas de Albú 27 anos, Fortaleza - CE                             | Nutricionista e modelo                                                 | Azul         | Escolhido em 9 de maio de 2024    |
| 70     | MC Mari 27 anos, Itabuna - BA                                     | Cantora e compositora                                                  | Laranja      | Escolhida em 9 de maio de 2024    |
| 87     | Taty Pink 34 anos, São Pedro da Água Branca - MA                  | Cantora e professora de Educação Física                                | Azul         | Escolhida em 9 de maio de 2024    |
| 96     | Vinicius de Paula (Vinigram) 31 anos, São Paulo - SP              | Cantor                                                                 | Laranja      | Escolhido em 9 de maio de 2024    |
| 99     | William Rambo 46 anos, Tucuruí - PA                               | Humorista e cantor                                                     | Verde        | Escolhido em 9 de maio de 2024    |
| 6      | Andreia de Andrade 52 anos, São Paulo - SP                        | Empresária                                                             | Azul         | Eliminada em 9 de maio de 2024    |
| 12     | Brunna Bernardy 37 anos, São Paulo - SP                           | Cantora e empresária                                                   | Laranja      | Eliminada em 9 de maio de 2024    |
| 19     | Charles Daves 46 anos, Rio de Janeiro - RJ                        | Ator e apresentador                                                    | Laranja      | Eliminado em 9 de maio de 2024    |
| 23     | Clevinho Santana 31 anos, Arauá - SE                              | Cantor                                                                 | Azul         | Eliminado em 9 de maio de 2024    |
| 36     | Gabriela Rossi 29 anos, Porto Velho - RO                          | Modelo                                                                 | Azul         | Eliminada em 9 de maio de 2024    |
| 41     | Heitor Ximenis 25 anos, Porto de Moz - PA                         | Influenciador digital                                                  | Laranja      | Eliminado em 9 de maio de 2024    |
| 45     | Jaline Araújo 22 anos, Cachoeiras de Macacu - RJ                  | Recepcionista e cabelereira                                            | Azul         | Eliminada em 9 de maio de 2024    |
| 8      | Jhenyfer Dulz (Bifão) 34 anos, Osasco - SP                        | Influenciadora digital, chef de cozinha e ex-atleta                    | Verde        | Eliminada em 9 de maio de 2024    |
| 49     | João Victor Pinto 23 anos, Bragança Paulista - SP                 | Veterinário                                                            | Verde        | Eliminado em 9 de maio de 2024    |
| 55     | Lippe Rodrigues 32 anos, São Bernardo do Campo - SP               | Cantor                                                                 | Laranja      | Eliminado em 9 de maio de 2024    |
| 64     | Manoelzinho Gomes 30 anos, Dom Pedro - MA                         | Professor                                                              | Azul         | Eliminado em 9 de maio de 2024    |
| 68     | Maysa Reis 33 anos, Aracaju - SE                                  | Cantora e apresentadora                                                | Azul         | Eliminado em 9 de maio de 2024    |
| 69     | MC Jey Jey 26 anos, Belo Horizonte - MG                           | Cantora e garçonete                                                    | Azul         | Eliminada em 9 de maio de 2024    |
| 90     | Thiago Cirillo 30 anos, Brasília - DF                             | Empresário e atleta                                                    | Azul         | Eliminado em 9 de maio de 2024    |
| 91     | Thiago Luz 30 anos, Vila Velha - ES                               | Cirurgião-dentista e cantor                                            | Azul         | Eliminado em 9 de maio de 2024    |
| 101    | Ysani Kalapalo 33 anos, Parque do Xingu - MT                      | Ativista indígena e youtuber                                           | Laranja      | Eliminada em 9 de maio de 2024    |
| 1      | Aline Bina 39 anos, Salvador - BA                                 | Enfermeira                                                             | Verde        | Eliminada em 6 de maio de 2024    |
| 7      | Biel Azevedo 35 anos, Rio de Janeiro - RJ                         | Ator                                                                   | Azul         | Eliminado em 6 de maio de 2024    |
| 24     | Brunno Danese 25 anos, Uberlândia - MG                            | Produtor de eventos                                                    | Azul         | Eliminado em 6 de maio de 2024    |
| 22     | Claudia Carmo 49 anos, São Paulo - SP                             | Jornalista e relações públicas                                         | Verde        | Eliminada em 6 de maio de 2024    |
| 26     | Danilo Garcia 38 anos, Araraquara - SP                            | Empresário, estudante de Medicina e personal trainer                   | Laranja      | Eliminado em 6 de maio de 2024    |
| 38     | Graci Zermiani 42 anos, Ibirama - SC                              | Jogadora de golfe, apresentadora e nutricionista                       | Azul         | Eliminada em 6 de maio de 2024    |
| 44     | Izumed 34 anos, Contagem - MG                                     | Músico e engenheiro de Áudio                                           | Azul         | Eliminado em 6 de maio de 2024    |
| 50     | Jonas Bento 37 anos, São Paulo - SP                               | Cantor e compositor                                                    | Azul         | Eliminado em 6 de maio de 2024    |
| 100    | Lara Costa 34 anos, São Paulo - SP                                | Decoradora de Ambientes                                                | Laranja      | Eliminada em 6 de maio de 2024    |
| 59     | Luciano Rodrigues 58 anos, São Leopoldo - RS                      | Técnico de Segurança do Trabalho e cuidador de idosos                  | Azul         | Eliminado em 6 de maio de 2024    |
| 63     | Maizy Magalhães 27 anos, Chapada Gaúcha - MG                      | Estudante de Odontologia                                               | Azul         | Eliminada em 6 de maio de 2024    |
| 67     | Matheus Destri 27 anos, Guarujá - SP                              | Ator e modelo                                                          | Azul         | Eliminado em 6 de maio de 2024    |
| 71     | Michael Calasans 31 anos, Santo André - SP                        | Motorista de aplicativo                                                | Verde        | Eliminado em 6 de maio de 2024    |
| 74     | Nathana Britto 30 anos, Paulo Afonso - BA                         | Lash designer e esteticista                                            | Azul         | Eliminada em 6 de maio de 2024    |
| 78     | Poliana Roberta 29 anos, São João Del Rei - MG                    | Atriz e estudante de Medicina Veterinária                              | Verde        | Eliminada em 6 de maio de 2024    |
| 80     | Raphael Hoffman (Raphinha) 33 anos, Rancharia - SP                | Relações públicas em eventos e empresário                              | Laranja      | Eliminado em 6 de maio de 2024    |
| 97     | Vivi Fernandez 46 anos, Brasília - DF                             | Atriz                                                                  | Azul         | Eliminada em 6 de maio de 2024    |
| 15     | Cacau Luz 30 anos, Pouso Alegre - MG                              | Atriz e Engenheira de Produção                                         | Laranja      | Desistente em 6 de maio de 2024   |
| 2      | Amanda Martins 41 anos, Rio de Janeiro - RJ                       | Empresária                                                             | Laranja      | Eliminada em 2 de maio de 2024    |
| 11     | Bruninho Mano 33 anos, São Roque - SP                             | Humorista e empresário                                                 | Laranja      | Eliminado em 2 de maio de 2024    |
| 16     | Carolina Roland 29 anos, Limeira - SP                             | Gestora de clube de assinatura                                         | Verde        | Eliminada em 2 de maio de 2024    |
| 20     | Cibelle Mestre 51 anos, Birigui - SP                              | Gerente comercial                                                      | Azul         | Eliminada em 2 de maio de 2024    |
| 25     | Dani Bavoso 45 anos, Belo Horizonte - MG                          | Atriz e repórter                                                       | Azul         | Eliminada em 2 de maio de 2024    |
| 30     | Fábio Gontijo 39 anos, Divinópolis - MG                           | Dermatologista                                                         | Laranja      | Eliminado em 2 de maio de 2024    |
| 40     | Hanny Boni 31 anos, São Paulo - SP                                | Cantora e influenciadora digital                                       | Laranja      | Eliminada em 2 de maio de 2024    |
| 46     | Jéssica Marisol 34 anos, Santos Dumont - MG                       | Influenciadora digital e enfermeira                                    | Verde        | Eliminada em 2 de maio de 2024    |
| 58     | Luciana Mirihad 47 anos, São Paulo - SP                           | Culinarista                                                            | Laranja      | Eliminada em 2 de maio de 2024    |
| 62     | Madson Formagini 37 anos, Volta Redonda - RJ                      | Ex-jogador de futebol                                                  | Laranja      | Eliminado em 2 de maio de 2024    |
| 72     | Michelle Heiden 30 anos, Francisco Beltrão - PR                   | Miss São Paulo, mentora e modelo                                       | Laranja      | Eliminada em 2 de maio de 2024    |
| 73     | Nadya França 50 anos, Belo Horizonte - MG                         | Announcer de MMA                                                       | Azul         | Eliminada em 2 de maio de 2024    |
| 79     | Preta Praiana 48 anos, Alexânia - GO                              | Empresária                                                             | Verde        | Eliminada em 2 de maio de 2024    |
| 85     | Stephany Carvalho (Ste) 27 anos, São Paulo - SP                   | Analista de marketing e engajamento                                    | Verde        | Eliminada em 2 de maio de 2024    |
| 93     | Vanessa Di Santo 41 anos, Itu - SP                                | Nutricionista                                                          | Laranja      | Eliminada em 2 de maio de 2024    |
| 95     | Vinicius Venturini 37 anos, São Paulo - SP                        | Técnico eletrônico e vendedor                                          | Verde        | Eliminado em 2 de maio de 2024    |
| 98     | Wellen Rocha 28 anos, Trindade - GO                               | Modelo plus size                                                       | Laranja      | Eliminada em 2 de maio de 2024    |
| 4      | Ana Paula Oliveira 50 anos, Santo Antônio da Patrulha - RS        | Empresária e modelo                                                    | Azul         | Desistente em 1 de maio de 2024   |
| 13     | Bruno Canaan 41 anos, Betim - MG                                  | Ator e modelo                                                          | Azul         | Eliminado em 29 de abril de 2024  |
| 27     | Diego Silva (Di) 37 anos, Salvador - BA                           | Chef de cozinha                                                        | Verde        | Eliminado em 29 de abril de 2024  |
| 31     | Fabricio Almeida 28 anos, Campo Mourão - PR                       | Ator                                                                   | Laranja      | Eliminado em 29 de abril de 2024  |
| 43     | Ingrid Caravellas 54 anos, Rio de Janeiro - RJ                    | Ex-atleta e corretora de imóveis                                       | Laranja      | Eliminada em 29 de abril de 2024  |
| 51     | Jordana Guimarães 41 anos, Belo Horizonte - MG                    | Influenciadora digital                                                 | Azul         | Eliminada em 29 de abril de 2024  |
| 54     | Leonardo Saavedra 29 anos, Ipatinga - MG                          | Ator                                                                   | Laranja      | Eliminado em 29 de abril de 2024  |
| 65     | Márcia Barroz 51 anos, São Paulo - SP                             | Administradora de condomínio e empresária                              | Laranja      | Eliminada em 29 de abril de 2024  |
| 75     | Nelson Albuquerque (Nelsão Fênix) 61 anos, Porto Alegre - RS      | Vendedor                                                               | Azul         | Eliminado em 29 de abril de 2024  |
| 76     | Alessandro Pimenta (Nemo) 44 anos, São Paulo - SP                 | Professor de artes marciais, gerente de loja e motorista de aplicativo | Laranja      | Eliminado em 29 de abril de 2024  |
| 77     | Neuma Carolina 29 anos, Salvador - BA                             | Atriz                                                                  | Laranja      | Eliminada em 29 de abril de 2024  |
| 83     | Rita Assumpção 59 anos, São Paulo - SP                            | Aposentada e orientadora educacional                                   | Verde        | Eliminada em 29 de abril de 2024  |
| 86     | Tatiane Melo 32 anos, Pão de Açúcar - AL                          | Atriz                                                                  | Laranja      | Eliminada em 29 de abril de 2024  |
| 88     | Thay Sampaio 25 anos, Osasco - SP                                 | Atriz e modelo                                                         | Verde        | Eliminada em 29 de abril de 2024  |
| 89     | Theo Black 40 anos, Campinas - SP                                 | Ator e psicólogo                                                       | Laranja      | Eliminado em 29 de abril de 2024  |
| 92     | Uarzancler Zuckerman 47 anos, São João de Meriti - RJ             | Ator e produtor                                                        | Laranja      | Eliminado em 29 de abril de 2024  |
| 82     | Ricardo Costa 53 anos, Marília - SP                               | Cozinheiro                                                             | Laranja      | Expulso em 27 de abril de 2024    |
| 3      | Ana Karolina Abreu (Ana K) 22 anos, São Paulo - SP                | Técnica de Enfermagem                                                  | Laranja      | Desistente em 26 de abril de 2024 |
| 60     | Gustavo Mustafe 30 anos, Mococa - SP                              | Bancário                                                               | Azul         | Desistente em 26 de abril de 2024 |
| 9      | Billy Santana 23 anos, Santos - SP                                | Estudante e auxiliar administrativo                                    | Laranja      | Eliminado em 25 de abril de 2024  |
| 34     | Flavinha Cheirosa 45 anos, São Paulo - SP                         | Apresentadora e cantora                                                | Laranja      | Eliminada em 25 de abril de 2024  |
| 35     | Fran Sabino 33 anos, Patos - PB                                   | Bartender e inspetora                                                  | Laranja      | Eliminada em 25 de abril de 2024  |
| 47     | João Werner (Jo) 26 anos, Não-Me-Toque - RS                       | Estudante de medicina e youtuber                                       | Laranja      | Eliminado em 25 de abril de 2024  |
| 52     | Kadu Rodrigues 35 anos, Guarulhos - SP                            | Assessor e influenciador digital                                       | Laranja      | Eliminado em 25 de abril de 2024  |
| 61     | Luiza Aragão 36 anos, Brasília - DF                               | Influenciadora digital                                                 | Azul         | Eliminada em 25 de abril de 2024  |
| 66     | Marcus Cowboy 24 anos, Trindade - GO                              | Empresário                                                             | Verde        | Eliminado em 25 de abril de 2024  |
| 81     | Ratinho 46 anos, São Paulo - SP                                   | Aquarista                                                              | Laranja      | Eliminado em 25 de abril de 2024  |
| 84     | Sandro França (Sandrão) 30 anos, Katueté - Paraguai               | Pedreiro                                                               | Laranja      | Eliminado em 25 de abril de 2024  |
| 94     | Vini Sassone 39 anos, Rio de Janeiro - RJ                         | Nutricionista                                                          | Azul         | Eliminado em 25 de abril de 2024  |
| 37     | Gaby Fontenelle 37 anos, São Paulo - SP                           | Bailarina e educadora física                                           | Laranja      | Desistente em 24 de abril de 2024 |

## Histórico

### Tentação
| Data   | Participante | Tentação        | Dilema | Consequência |
| ------ | ------------ | --------------- | --- | --- |
| 25/04  | Dona Geni    | Mercadinho      | Somente um participante por vez é permitido no Mercadinho. Ele pode sair com tudo que couber em uma cestinha. | Ao entrar no Mercadinho, a Casa do participante será punida.                                                                |
| 26/04  | Lucas        | Festa           | Todos os integrantes da Casa podem curtir a festa.                                                            | Para isso, os Donos devem agregar mais moradores a sua Casa.                                                                |
| 26/04  | Gabriela     | Festa           | Todos os integrantes da Casa podem curtir a festa.                                                            | Para isso, os Donos devem agregar mais moradores a sua Casa.                                                                |
| 30/04  | Guipa        | Caixa Forte     | O participante ganha 20 mil reais. 10 mil reais são seus e os outros 10 mil poderão ser gastos no Mercadinho. | Se aceitar o prêmio, a casa na qual o participante representa será punida e o participante está direto na Zona de Risco.    |
| 03/051 | Biel         | Carro 0km       | O participante ganha o carro se for o último a sair do automóvel.                                             | De tempos em tempos uma consequência para casa aparecerá no telão, e eles deverão decidir se continuam ou deixam a disputa. |
| 03/051 | Fellipe      | Carro 0km       | O participante ganha o carro se for o último a sair do automóvel.                                             | De tempos em tempos uma consequência para casa aparecerá no telão, e eles deverão decidir se continuam ou deixam a disputa. |
| 03/051 | Michael      | Carro 0km       | O participante ganha o carro se for o último a sair do automóvel.                                             | De tempos em tempos uma consequência para casa aparecerá no telão, e eles deverão decidir se continuam ou deixam a disputa. |
| 05/05  | Lucas (2)    | Caixa de Bombom | O Dono pode ganhar uma caixa de bombom.                                                                       | Para isso, ele deve receber novos moradores em sua casa.                                                                    |
| 06/05  | Lizi         | Mercadinho      | Somente um participante por vez é permitido no Mercadinho. Ele pode sair com tudo que couber em uma cestinha. | Ao entrar no Mercadinho, a Casa do participante será punida.                                                                |

- Nota 1: No dia 03/05, na Tentação do Carro 0km, Fellipe venceu a disputa por ter resistido por mais tempo e foi premiado com o automóvel.

### Troca de Casas
| Data  | Participante   | Casa Inicial | Motivo                                                                            | Casa Final |
| ----- | -------------- | ------------ | --------------------------------------------------------------------------------- | ---------- |
| 22/04 | Claudia        | Verde        | Vitória na Prova dos Donos                                                        | Azul       |
| 22/04 | Madson         | Laranja      | Vitória na Prova dos Donos                                                        | Verde      |
| 24/04 | Danese         | Azul         | Vitória na Prova dos Donos                                                        | Verde      |
| 24/04 | Lucas          | Azul         | Vitória na Prova dos Donos                                                        | Laranja    |
| 26/04 | Fabrício       | Laranja      | Escolha dos Donos da Casa Final por consequência da Tentação da Festa             | Azul       |
| 26/04 | Hanny          | Laranja      | Escolha dos Donos da Casa Final por consequência da Tentação da Festa             | Azul       |
| 26/04 | Lara           | Laranja      | Escolha dos Donos da Casa Final por consequência da Tentação da Festa             | Azul       |
| 26/04 | Nemo           | Laranja      | Escolha dos Donos da Casa Final por consequência da Tentação da Festa             | Azul       |
| 26/04 | Uarzancler     | Laranja      | Escolha dos Donos da Casa Final por consequência da Tentação da Festa             | Azul       |
| 26/04 | Preta          | Verde        | Escolha dos Donos da Casa Final por consequência da Tentação da Festa             | Azul       |
| 26/04 | Jaline         | Azul         | Escolha dos Donos da Casa Final por consequência da Tentação da Festa             | Laranja    |
| 26/04 | Jordana        | Azul         | Escolha dos Donos da Casa Final por consequência da Tentação da Festa             | Laranja    |
| 26/04 | Luciano        | Azul         | Escolha dos Donos da Casa Final por consequência da Tentação da Festa             | Laranja    |
| 26/04 | Edlaine        | Verde        | Escolha dos Donos da Casa Final por consequência da Tentação da Festa             | Laranja    |
| 28/04 | Jaline (2)     | Laranja      | Vitória na Prova dos Donos                                                        | Azul       |
| 28/04 | Luciano (2)    | Laranja      | Vitória na Prova dos Donos                                                        | Verde      |
| 29/04 | Anahí          | Laranja      | Mais votados pelo público na segunda Zona de Risco                                | Mansão     |
| 29/04 | Cel            | Laranja      | Mais votados pelo público na segunda Zona de Risco                                | Mansão     |
| 01/05 | Clevinho       | Azul         | Vitória na Prova dos Donos                                                        | Verde      |
| 01/05 | Manoelzinho    | Azul         | Vitória na Prova dos Donos                                                        | Laranja    |
| 02/05 | Bruno Cardoso  | Verde        | Mais votados pelo público na terceira Zona de Risco                               | Mansão     |
| 02/05 | Dona Geni      | Laranja      | Mais votados pelo público na terceira Zona de Risco                               | Mansão     |
| 04/05 | Jaline (3)     | Azul         | Vitória na Prova dos Donos                                                        | Verde      |
| 05/05 | Fernando       | Azul         | Escolha dos Donos da Casa Inicial por consequência da Tentação da Caixa de Bombom | Laranja    |
| 05/05 | Lara (2)       | Azul         | Escolha dos Donos da Casa Inicial por consequência da Tentação da Caixa de Bombom | Laranja    |
| 05/05 | Thiago Cirillo | Azul         | Escolha dos Donos da Casa Inicial por consequência da Tentação da Caixa de Bombom | Laranja    |
| 05/05 | Clevinho (2)   | Verde        | Escolha dos Donos da Casa Inicial por consequência da Tentação da Caixa de Bombom | Laranja    |
| 05/05 | Danese (2)     | Verde        | Escolha dos Donos da Casa Inicial por consequência da Tentação da Caixa de Bombom | Laranja    |
| 05/05 | Michael        | Verde        | Escolha dos Donos da Casa Inicial por consequência da Tentação da Caixa de Bombom | Laranja    |
| 06/05 | Hadad          | Laranja      | Mais votados pelo público na quarta Zona de Risco                                 | Mansão     |
| 06/05 | Kaio           | Laranja      | Mais votados pelo público na quarta Zona de Risco                                 | Mansão     |
| 07/05 | Andreia        | Azul         | Casas Azul e Verde fechadas                                                       | Laranja    |
| 07/05 | Gabriela       | Azul         | Casas Azul e Verde fechadas                                                       | Laranja    |
| 07/05 | Hideo          | Azul         | Casas Azul e Verde fechadas                                                       | Laranja    |
| 07/05 | Maysa          | Azul         | Casas Azul e Verde fechadas                                                       | Laranja    |
| 07/05 | MC Jey Jey     | Azul         | Casas Azul e Verde fechadas                                                       | Laranja    |
| 07/05 | Taty           | Azul         | Casas Azul e Verde fechadas                                                       | Laranja    |
| 07/05 | Thiago Luz     | Azul         | Casas Azul e Verde fechadas                                                       | Laranja    |
| 07/05 | Bifão          | Verde        | Casas Azul e Verde fechadas                                                       | Laranja    |
| 07/05 | Cátia          | Verde        | Casas Azul e Verde fechadas                                                       | Laranja    |
| 07/05 | Guipa          | Verde        | Casas Azul e Verde fechadas                                                       | Laranja    |
| 07/05 | Jaline (4)     | Verde        | Casas Azul e Verde fechadas                                                       | Laranja    |
| 07/05 | João Victor    | Verde        | Casas Azul e Verde fechadas                                                       | Laranja    |
| 07/05 | Rambo          | Verde        | Casas Azul e Verde fechadas                                                       | Laranja    |
| 09/05 | Baronesa       | Laranja      | Escolhidos pelo público                                                           | Mansão     |
| 09/05 | Brenno         | Laranja      | Escolhidos pelo público                                                           | Mansão     |
| 09/05 | Cátia (2)      | Laranja      | Escolhidos pelo público                                                           | Mansão     |
| 09/05 | Edlaine (2)    | Laranja      | Escolhidos pelo público                                                           | Mansão     |
| 09/05 | Fellipe        | Laranja      | Escolhidos pelo público                                                           | Mansão     |
| 09/05 | Fernando (2)   | Laranja      | Escolhidos pelo público                                                           | Mansão     |
| 09/05 | Guipa (2)      | Laranja      | Escolhidos pelo público                                                           | Mansão     |
| 09/05 | Hideo (2)      | Laranja      | Escolhidos pelo público                                                           | Mansão     |
| 09/05 | Lizi           | Laranja      | Escolhidos pelo público                                                           | Mansão     |
| 09/05 | Lucas (2)      | Laranja      | Escolhidos pelo público                                                           | Mansão     |
| 09/05 | MC Mari        | Laranja      | Escolhidos pelo público                                                           | Mansão     |
| 09/05 | Rambo (2)      | Laranja      | Escolhidos pelo público                                                           | Mansão     |
| 09/05 | Taty (2)       | Laranja      | Escolhidos pelo público                                                           | Mansão     |
| 09/05 | Vinigram       | Laranja      | Escolhidos pelo público                                                           | Mansão     |

### Punições
| Data  | Participante | Motivo                                                                                                 | Duração | Punição | Casa    |
| ----- | ------------ | --- | --- | --- | ------- |
| 22/04 | Fellipe      | Consequência da Prova de divisão de Casas                                                              | 24 horas | Luzes acesas                                                                                                  | Verde   |
| 22/04 | Gabriela     | Consequência da Prova de divisão de Casas                                                              | Primeira reposição                                                                                            | Recebe menos alimentos que as demais Casas                                                                    | Verde   |
| 24/04 | Lucas        | O Dono não impediu a desistência da participante                                                       | 24 horas | Sem água quente                                                                                               | Laranja |
| 24/04 | Gaby         | O Dono não impediu a desistência da participante                                                       | 24 horas | Sem água quente                                                                                               | Laranja |
| 25/04 | Dona Geni    | Acessou o Mercadinho                                                                                   | 24 horas | Luzes acesas                                                                                                  | Laranja |
| 26/04 | Gabriela (2) | A Dona não impediu a desistência do participante                                                       | 24 horas | Sem água quente                                                                                               | Azul    |
| 26/04 | Gustavo      | A Dona não impediu a desistência do participante                                                       | 24 horas | Sem água quente                                                                                               | Azul    |
| 26/04 | Ana K        | O Dono não impediu a desistência da participante                                                       | Até o fim da Vila                                                                                             | Sem metade das panelas                                                                                        | Laranja |
| 26/04 | Lucas (2)    | O Dono não impediu a desistência da participante                                                       | Até o fim da Vila                                                                                             | Sem metade das panelas                                                                                        | Laranja |
| 27/04 | Ricardo      | O participante ameaçou a integridade de seu adversário e foi desclassificado do jogo                   | O participante ameaçou a integridade de seu adversário e foi desclassificado do jogo                          | O participante ameaçou a integridade de seu adversário e foi desclassificado do jogo                          | Laranja |
| 30/04 | Guipa        | Aceitou a Tentação da Caixa Forte                                                                      | Na próxima reposição                                                                                          | Recebe apenas metade dos alimentos                                                                            | Verde   |
| 03/05 | Biel         | Consequência da Prova/Tentação do Carro 0km                                                            | 24 horas | Sem água quente                                                                                               | Azul    |
| 03/05 | Fellipe (2)  | Consequência da Prova/Tentação do Carro 0km                                                            | 24 horas | Sem água quente                                                                                               | Laranja |
| 03/05 | Fellipe (2)  | Consequência da Prova/Tentação do Carro 0km                                                            | 24 horas | Sem água quente                                                                                               | Verde   |
| 03/05 | Michael      | Consequência da Prova/Tentação do Carro 0km                                                            | 24 horas | Sem gás | Laranja |
| 03/05 | Michael      | Consequência da Prova/Tentação do Carro 0km                                                            | 24 horas | Sem gás | Verde   |
| 06/05 | Cacau        | O Dono não impediu a desistência da participante                                                       | 24 horas | Luzes acesas                                                                                                  | Laranja |
| 06/05 | Lucas (3)    | O Dono não impediu a desistência da participante                                                       | 24 horas | Luzes acesas                                                                                                  | Laranja |
| 06/05 | Lizi         | Acessou o Mercadinho                                                                                   | 24 horas | Interdição de todas as camas                                                                                  | Laranja |
| 14/05 | Baronesa     | Os Donos não chegaram a um consenso de indicação para Zona de Risco                                    | Ambos os Donos vão à Zona de Risco                                                                            | Ambos os Donos vão à Zona de Risco                                                                            | Mansão  |
| 14/05 | Rambo        | Os Donos não chegaram a um consenso de indicação para Zona de Risco                                    | Ambos os Donos vão à Zona de Risco                                                                            | Ambos os Donos vão à Zona de Risco                                                                            | Mansão  |
| 02/06 | Edlaine      | O termômetro de infrações atingiu seu limite                                                           | 24 horas | Sem academia                                                                                                  | Mansão  |
| 02/06 | Lizi (2)     | O termômetro de infrações atingiu seu limite                                                           | 24 horas | Sem academia                                                                                                  | Mansão  |
| 04/06 | Edlaine (2)  | As Donas não chegaram a um consenso de indicação para Zona de Risco                                    | A Dona vencedora da Prova da Troca de Poderes perde o prêmio em dinheiro e ambas as Donas vão à Zona de Risco | A Dona vencedora da Prova da Troca de Poderes perde o prêmio em dinheiro e ambas as Donas vão à Zona de Risco | Mansão  |
| 04/06 | Lizi (3)     | As Donas não chegaram a um consenso de indicação para Zona de Risco                                    | A Dona vencedora da Prova da Troca de Poderes perde o prêmio em dinheiro e ambas as Donas vão à Zona de Risco | A Dona vencedora da Prova da Troca de Poderes perde o prêmio em dinheiro e ambas as Donas vão à Zona de Risco | Mansão  |
| 23/06 | Brenno       | O termômetro de infrações atingiu seu limite                                                           | Até a próxima reposição                                                                                       | Sem café | Mansão  |
| 23/06 | Kaio         | O termômetro de infrações atingiu seu limite                                                           | Até a próxima reposição                                                                                       | Sem café | Mansão  |
| 12/07 | Fellipe (3)  | O participante foi retirado do programa devido um processo interno do Batalhão da PM do Espírito Santo | O participante foi retirado do programa devido um processo interno do Batalhão da PM do Espírito Santo        | O participante foi retirado do programa devido um processo interno do Batalhão da PM do Espírito Santo        | Mansão  |

### A Conquista do Poder
Durante a dinâmica do programa Hora do Faro, através de uma dinâmica de apontamentos, os Conquisteiros disputam por um Poder que influencia na Zona de Risco.
| Semana | Semana | Participante  | Poder |
| ------ | ------ | ------------- | --- |
| 3      | 3      | Fellipe       | Está imune à Zona de Risco. |
| 4      | 4      | Vinigram      | Deve imunizar um participante da Zona de Risco (Lizi). |
| 5      | 5      | Bruno Cardoso | Deve anular dois votos de qualquer Conquisteiro na votação aberta, entre os moradores da Mansão (Brenno e Guipa).                                                                                             |
| 6      | 6      | Kaio          | Está imune à indicação dos Donos na Zona de Risco. |
| 7      | 7      | Lizi          | Na votação aberta, deve tirar todos os votos de um morador da Mansão (Fellipe) e passar para outro Conquisteiro (Rambo).                                                                                      |
| 8      | 8      | Fernando      | Deve escolher dois Conquisteiros (Dona Geni e Hideo) para que eles mudem seus votos. Eles devem trocar suas indicações para Zona de Risco na votação aberta (Dona Geni votou em Lizi e Hideo votou em Lucas). |
| 9      | 9      | Taty          | Não participa da votação aberta. Não poderá votar e nem receber votos dos demais Conquisteiros. |
| 10     | 10     | Taty (2)      | Deve votar abertamente na votação das Donas (Taty votou em Lizi). |
| 11     | Dia 80 | Fellipe (2)   | Deve escolher dois Conquisteiros (Hideo e Taty) para que eles votem mais uma vez na votação aberta (Hideo e Taty votaram em Lizi).                                                                            |

### Votação
|                              | Vila | Vila | Vila | Vila | Vila | Mansão                              | Mansão                        | Mansão                         | Mansão                        | Mansão                         | Mansão                              | Mansão                      | Mansão                         | Mansão                          | Mansão                         | Mansão                       | Mansão                      | Mansão                         | Mansão                     | Mansão |
| Semana 1                     | Semana 1 | Semana 2 | Semana 2 | Semana 2 | Semana 3 | Semana 4                            | Semana 5                      | Semana 6                       | Semana 7                      | Semana 8                       | Semana 9                            | Semana 10                   | Semana 11                      | Semana 11                       | Semana 12                      | Semana 12                    | Semana 12                   | Semana 12                      | Votos recebidos            |        |
| Dia 4                        | Dia 8 | Dia 11 | Dia 15 | Dia 17 | Semana 3 | Semana 4                            | Semana 5                      | Semana 6                       | Semana 7                      | Semana 8                       | Semana 9                            | Semana 10                   | Dia 80                         | Dia 81                          | Dia 83                         | Dia 85                       | Dia 86                      | Final                          | Votos recebidos            |        |
| ---------------------------- | --- | --- | --- | --- | --- | ----------------------------------- | ----------------------------- | ------------------------------ | ----------------------------- | ------------------------------ | ----------------------------------- | --------------------------- | ------------------------------ | ------------------------------- | ------------------------------ | ---------------------------- | --------------------------- | ------------------------------ | -------------------------- | ------ |
| Donos da Semana              | Madson Claudia Cacau | Danese Gabriela Lucas | Luciano Jaline Edlaine | Clevinho Thiago Luz Manoelzinho | Jaline MC Jey Jey Lucas | Baronesa Rambo                      | Hadad Kaio                    | Hideo Lucas                    | Edlaine Lizi                  | Dona Geni Fernando             | Fellipe Guipa                       | Brenno Kaio                 | Anahí Lizi                     | Dona Geni Guipa                 | Dona Geni Guipa                | Cel Hadad                    | (nenhum)                    | (nenhum)                       | (nenhum)                   |        |
| Indicado (Donos)             | Bruno Cardoso Edlaine João Victor Marcus Poliana | Carolina Cátia Di João Victor Michael Rita Thay | Bifão Bruno Cardoso Carolina Jéssica Madson Stephany Rambo Vinicius | Aline Cátia Danese João Victor Luciano Michael Poliana Rambo | (nenhum) | (nenhum)                            | Brenno                        | Cel                            | (nenhum)                      | Taty                           | Fernando                            | Lucas                       | Rambo                          | Fellipe                         | Fellipe                        | Taty                         | (nenhum)                    | (nenhum)                       | (nenhum)                   |        |
| Indicado (Donos)             | Biel Danese Gabriela Hideo Lucas Luiza Maizy Matheus Vini | Ana Paula Andreia Bruno Canaan Fabrício Lara Maizy MC Jey Jey Nelsão Nemo Taty Uarzancler | Biel Cibelle Clevinho Dani Fernando Gabriela Hanny Hideo Jonas Manoelzinho Maysa Nadya Preta Taty Thiago Cirillo Thiago Luz | Andreia Biel Claudia Graci Hideo Izumed Jaline Jonas Lara Maizy Matheus MC Jey Jey Nathana Taty Vivi | (nenhum) | (nenhum)                            | Brenno                        | Cel                            | (nenhum)                      | Taty                           | Fernando                            | Lucas                       | Rambo                          | Fellipe                         | Fellipe                        | Taty                         | (nenhum)                    | (nenhum)                       | (nenhum)                   |        |
| Indicado (Donos)             | Anahí Billy Cel Fellipe Flavinha Fran Jo Kadu Kaio MC Mari Ratinho Sandrão Vinigram | Anahí Brenno Cel Charles Edlaine Ingrid Jaline Jordana Leonardo Lippe Luciano Márcia Neuma Raphinha Tatiane Theo Ysani | Amanda Baronesa Bruninho Brunna Cacau Dona Geni Fábio Heitor Lippe Lizi Lucas Luciana Michelle Vanessa Wellen | Baronesa Brenno Brunna Cacau Danilo Edlaine Fellipe Hadad Heitor Kaio Lippe Lizi Lucas MC Mari Raphinha Vinigram Ysani | (nenhum) | (nenhum)                            | Brenno                        | Cel                            | (nenhum)                      | Taty                           | Fernando                            | Lucas                       | Rambo                          | Fellipe                         | Fellipe                        | Taty                         | (nenhum)                    | (nenhum)                       | (nenhum)                   |        |
| Indicado (Votação dos Donos) | (nenhum) | (nenhum) | (nenhum) | (nenhum) | (nenhum) | (nenhum)                            | Kaio                          | Lucas                          | (nenhum)                      | Fernando                       | Guipa                               | Brenno                      | Anahí                          | Dona Geni                       | Dona Geni                      | Hadad                        | (nenhum)                    | (nenhum)                       | (nenhum)                   |        |
| Indicado (Votação da Mansão) | (nenhum) | (nenhum) | (nenhum) | (nenhum) | (nenhum) | Bruno Cardoso                       | Anahí                         | Hadad                          | Guipa                         | Cátia                          | Bruno Cardoso                       | Guipa                       | Fernando                       | Lizi                            | Lizi                           | Brenno                       | (nenhum)                    | (nenhum)                       | (nenhum)                   |        |
| Indicado (Outros)            | Hadad | Danilo MC Mari | Guipa | (nenhum) | Andreia Baronesa Bifão Brenno Brunna Cátia Charles Clevinho Edlaine Fellipe Fernando Gabriela Guipa Heitor Hideo Jaline João Victor Lippe Lizi Lucas Manoelzinho MC Jey Jey MC Mari Maysa Rambo Taty Thiago Cirillo Thiago Luz Vinigram Ysani | Baronesa Rambo                      | (nenhum)                      | (nenhum)                       | Edlaine Lizi                  | (nenhum)                       | (nenhum)                            | (nenhum)                    | (nenhum)                       | Kaio                            | Kaio                           | Guipa                        | Cel Guipa Hadad Rambo       | Fernando Hideo Kaio Taty       | (nenhum)                   |        |
| Vencedor da Prova da Virada  | (nenhum) | (nenhum) | (nenhum) | (nenhum) | (nenhum) | Rambo                               | Kaio                          | Cel                            | Lizi                          | Taty                           | Guipa                               | Brenno                      | Rambo                          | (nenhum)                        | Fellipe                        | Hadad                        | (nenhum)                    | (nenhum)                       | (nenhum)                   |        |
| Indicado (Prova da Virada)   | (nenhum) | (nenhum) | (nenhum) | (nenhum) | (nenhum) | Guipa                               | MC Mari                       | Vinigram                       | Kaio                          | Hadad                          | Kaio                                | Hadad                       | Hadad                          | (nenhum)                        | Fernando                       | Rambo                        | (nenhum)                    | (nenhum)                       | (nenhum)                   |        |
|                              | | | | | |                                     |                               |                                |                               |                                |                                     |                             |                                |                                 |                                |                              |                             |                                |                            |        |
| Kaio                         | Zona de Risco | Imune | Imune | Zona de Risco | Ausente | MC Mari                             | Dono                          | Lucas Brenno                   | Brenno                        | Fernando Hadad                 | Guipa Lizi                          | Guipa                       | Lizi Fernando                  | Guipa Lizi                      | Inelegível                     | Hadad Brenno                 | Inelegível                  | Fernando Hideo Taty            | Vencedor (Dia 89)          | 27     |
| Hadad                        | Zona de Risco | Imune | Imune | Zona de Risco | Ausente | Cel                                 | Anahí                         | Hideo Lizi                     | Fellipe                       | Dona Geni Fellipe Rambo        | Fellipe Rambo                       | Kaio Rambo                  | Anahí Fellipe                  | Dona Geni Kaio                  | Inelegível                     | Dono                         | Inelegível                  | Inelegível                     | 2º lugar (Dia 89)          | 32     |
| Rambo                        | Imune | Imune | Zona de Risco | Zona de Risco | Zona de Risco | Dono                                | Hadad Lucas                   | Lucas Guipa                    | Guipa                         | Dona Geni Cátia                | Guipa Lucas                         | Brenno Guipa                | Anahí Hadad                    | Guipa Lizi                      | Inelegível                     | Hadad Guipa                  | Guipa Hadad Cel             | Inelegível                     | 3º lugar (Dia 89)          | 16     |
| Fernando                     | Imune | Imune | Salvo | Imune | Zona de Risco | Hideo                               | Kaio Cel                      | Hideo Dona Geni                | Anahí                         | Dono                           | Guipa Bruno Cardoso                 | Brenno Dona Geni            | Anahí Fellipe                  | Dona Geni Kaio                  | Inelegível                     | Cel Brenno                   | Inelegível                  | Inelegível                     | 4º lugar (Dia 89)          | 27     |
| Taty                         | Imune | Zona de Risco | Zona de Risco | Zona de Risco | Zona de Risco | Cátia                               | Hadad Cátia                   | Lucas Hadad                    | Hadad                         | Fernando Cátia                 | Guipa Dona Geni                     | Kaio                        | Lizi Fernando                  | Dona Geni Lizi (x2)             | Inelegível                     | Hadad Guipa                  | Inelegível                  | Inelegível                     | Eliminada (Dia 87)         | 8      |
| Hideo                        | Salvo | Imune | Salvo | Zona de Risco | Zona de Risco | Fernando                            | Kaio Cel                      | Dono                           | Lucas                         | Fernando Cátia                 | Guipa Hadad Lucas                   | Brenno Guipa                | Lizi Fernando                  | Guipa Lizi (x2)                 | Inelegível                     | Hadad Brenno                 | Inelegível                  | Inelegível                     | Eliminado (Dia 87)         | 14     |
| Guipa                        | Imune | Imune | Zona de Risco | Imune | Zona de Risco | Bruno Cardoso                       | Kaio MC Mari                  | Hideo Rambo                    | Rambo                         | Fernando Fellipe Rambo         | Dono                                | Brenno Rambo                | Anahí Taty                     | Dono                            | Dono                           | Cel Kaio                     | Inelegível                  | Eliminado (Dia 86)             | Eliminado (Dia 86)         | 35     |
| Cel                          | Zona de Risco | Zona de Risco | Ausente | Ausente | Ausente | MC Mari                             | Hadad Lucas                   | Lucas Hadad                    | Guipa                         | Fernando Hadad                 | Fellipe Lucas                       | Brenno Guipa                | Lizi Fellipe                   | Guipa Brenno                    | Inelegível                     | Dono                         | Inelegível                  | Eliminado (Dia 86)             | Eliminado (Dia 86)         | 11     |
| Brenno                       | Imune | Zona de Risco | Imune | Zona de Risco | Zona de Risco | Fernando                            | Kaio Guipa                    | Lucas Kaio                     | Guipa                         | Dona Geni Kaio                 | Guipa Bruno Cardoso                 | Dono                        | Anahí Kaio                     | Dona Geni Kaio                  | Inelegível                     | Hadad Kaio                   | Eliminado (Dia 84)          | Eliminado (Dia 84)             | Eliminado (Dia 84)         | 18     |
| Fellipe                      | Zona de Risco | Imune | Imune | Zona de Risco | Zona de Risco | Cel                                 | Hadad Anahí                   | Lucas Hadad                    | Hadad                         | Fernando Cátia                 | Dono                                | Kaio Guipa                  | Anahí Hadad                    | Dona Geni Fernando              | Inelegível                     | Retirado (Dia 83)            | Retirado (Dia 83)           | Retirado (Dia 83)              | Retirado (Dia 83)          | 11     |
| Lizi                         | Imune | Imune | Zona de Risco | Zona de Risco | Zona de Risco | Bruno Cardoso                       | Kaio Anahí                    | Hideo Hadad                    | Dona                          | Fernando Kaio                  | Guipa Bruno Cardoso                 | Kaio Dona Geni              | Dona                           | Dona Geni Kaio                  | Inelegível                     | Eliminada (Dia 82)           | Eliminada (Dia 82)          | Eliminada (Dia 82)             | Eliminada (Dia 82)         | 19     |
| Dona Geni                    | Imune | Imune | Zona de Risco | Ausente | Ausente | Guipa                               | Hadad Hideo                   | Lucas Fernando                 | Fernando                      | Dona                           | Guipa Brenno Lizi                   | Brenno Fernando             | Lizi Fernando                  | Dona                            | Eliminada (Dia 81)             | Eliminada (Dia 81)           | Eliminada (Dia 81)          | Eliminada (Dia 81)             | Eliminada (Dia 81)         | 15     |
| Anahí                        | Zona de Risco | Zona de Risco | Ausente | Ausente | Ausente | Fernando                            | Hadad Lucas                   | Lucas Hadad                    | Fernando                      | Fernando Hadad                 | Guipa Rambo                         | Brenno Rambo                | Dona                           | Eliminada (Dia 75)              | Eliminada (Dia 75)             | Eliminada (Dia 75)           | Eliminada (Dia 75)          | Eliminada (Dia 75)             | Eliminada (Dia 75)         | 14     |
| Lucas                        | Salvo | Dono | Zona de Risco | Salvo | Zona de Risco | Bruno Cardoso                       | Kaio Anahí                    | Dono                           | Rambo                         | Dona Geni Hideo                | Fellipe Bruno Cardoso               | Brenno Rambo                | Eliminado (Dia 68)             | Eliminado (Dia 68)              | Eliminado (Dia 68)             | Eliminado (Dia 68)           | Eliminado (Dia 68)          | Eliminado (Dia 68)             | Eliminado (Dia 68)         | 22     |
| Bruno Cardoso                | Zona de Risco | Imune | Zona de Risco | Ausente | Ausente | Cátia                               | Hadad Guipa                   | Lucas Hadad                    | Guipa                         | Fernando Cátia                 | Guipa Lizi                          | Eliminado (Dia 61)          | Eliminado (Dia 61)             | Eliminado (Dia 61)              | Eliminado (Dia 61)             | Eliminado (Dia 61)           | Eliminado (Dia 61)          | Eliminado (Dia 61)             | Eliminado (Dia 61)         | 12     |
| Cátia                        | Imune | Zona de Risco | Imune | Zona de Risco | Zona de Risco | Bruno Cardoso                       | Kaio Guipa                    | Hideo Edlaine                  | Rambo                         | Fernando Bruno Cardoso         | Eliminada (Dia 54)                  | Eliminada (Dia 54)          | Eliminada (Dia 54)             | Eliminada (Dia 54)              | Eliminada (Dia 54)             | Eliminada (Dia 54)           | Eliminada (Dia 54)          | Eliminada (Dia 54)             | Eliminada (Dia 54)         | 13     |
| Edlaine                      | Zona de Risco | Salva | Dona | Zona de Risco | Zona de Risco | Cátia                               | Hadad Cátia                   | Lucas Lizi                     | Dona                          | Eliminada (Dia 47)             | Eliminada (Dia 47)                  | Eliminada (Dia 47)          | Eliminada (Dia 47)             | Eliminada (Dia 47)              | Eliminada (Dia 47)             | Eliminada (Dia 47)           | Eliminada (Dia 47)          | Eliminada (Dia 47)             | Eliminada (Dia 47)         | 5      |
| Vinigram                     | Zona de Risco | Imune | Imune | Zona de Risco | Zona de Risco | Bruno Cardoso                       | Kaio Anahí                    | Hideo Kaio                     | Eliminado (Dia 40)            | Eliminado (Dia 40)             | Eliminado (Dia 40)                  | Eliminado (Dia 40)          | Eliminado (Dia 40)             | Eliminado (Dia 40)              | Eliminado (Dia 40)             | Eliminado (Dia 40)           | Eliminado (Dia 40)          | Eliminado (Dia 40)             | Eliminado (Dia 40)         | 4      |
| MC Mari                      | Zona de Risco | Zona de Risco | Imune | Zona de Risco | Zona de Risco | Cel                                 | Kaio Guipa                    | Eliminada (Dia 33)             | Eliminada (Dia 33)            | Eliminada (Dia 33)             | Eliminada (Dia 33)                  | Eliminada (Dia 33)          | Eliminada (Dia 33)             | Eliminada (Dia 33)              | Eliminada (Dia 33)             | Eliminada (Dia 33)           | Eliminada (Dia 33)          | Eliminada (Dia 33)             | Eliminada (Dia 33)         | 8      |
| Baronesa                     | Imune | Imune | Zona de Risco | Zona de Risco | Zona de Risco | Dona                                | Eliminada (Dia 26)            | Eliminada (Dia 26)             | Eliminada (Dia 26)            | Eliminada (Dia 26)             | Eliminada (Dia 26)                  | Eliminada (Dia 26)          | Eliminada (Dia 26)             | Eliminada (Dia 26)              | Eliminada (Dia 26)             | Eliminada (Dia 26)           | Eliminada (Dia 26)          | Eliminada (Dia 26)             | Eliminada (Dia 26)         | 3      |
|                              | | | | | |                                     |                               |                                |                               |                                |                                     |                             |                                |                                 |                                |                              |                             |                                |                            |        |
| Andreia                      | Imune | Zona de Risco | Imune | Zona de Risco | Zona de Risco | Eliminada (Dia 19)                  | Eliminada (Dia 19)            | Eliminada (Dia 19)             | Eliminada (Dia 19)            | Eliminada (Dia 19)             | Eliminada (Dia 19)                  | Eliminada (Dia 19)          | Eliminada (Dia 19)             | Eliminada (Dia 19)              | Eliminada (Dia 19)             | Eliminada (Dia 19)           | Eliminada (Dia 19)          | Eliminada (Dia 19)             | Eliminada (Dia 19)         | 3      |
| MC Jey Jey                   | Imune | Zona de Risco | Imune | Salva | Zona de Risco | Eliminada (Dia 19)                  | Eliminada (Dia 19)            | Eliminada (Dia 19)             | Eliminada (Dia 19)            | Eliminada (Dia 19)             | Eliminada (Dia 19)                  | Eliminada (Dia 19)          | Eliminada (Dia 19)             | Eliminada (Dia 19)              | Eliminada (Dia 19)             | Eliminada (Dia 19)           | Eliminada (Dia 19)          | Eliminada (Dia 19)             | Eliminada (Dia 19)         | 3      |
| Brunna                       | Imune | Imune | Zona de Risco | Zona de Risco | Zona de Risco | Eliminada (Dia 19)                  | Eliminada (Dia 19)            | Eliminada (Dia 19)             | Eliminada (Dia 19)            | Eliminada (Dia 19)             | Eliminada (Dia 19)                  | Eliminada (Dia 19)          | Eliminada (Dia 19)             | Eliminada (Dia 19)              | Eliminada (Dia 19)             | Eliminada (Dia 19)           | Eliminada (Dia 19)          | Eliminada (Dia 19)             | Eliminada (Dia 19)         | 3      |
| Bifão                        | Imune | Imune | Zona de Risco | Imune | Zona de Risco | Eliminada (Dia 19)                  | Eliminada (Dia 19)            | Eliminada (Dia 19)             | Eliminada (Dia 19)            | Eliminada (Dia 19)             | Eliminada (Dia 19)                  | Eliminada (Dia 19)          | Eliminada (Dia 19)             | Eliminada (Dia 19)              | Eliminada (Dia 19)             | Eliminada (Dia 19)           | Eliminada (Dia 19)          | Eliminada (Dia 19)             | Eliminada (Dia 19)         | 2      |
| João Victor                  | Zona de Risco | Zona de Risco | Imune | Zona de Risco | Zona de Risco | Eliminado (Dia 19)                  | Eliminado (Dia 19)            | Eliminado (Dia 19)             | Eliminado (Dia 19)            | Eliminado (Dia 19)             | Eliminado (Dia 19)                  | Eliminado (Dia 19)          | Eliminado (Dia 19)             | Eliminado (Dia 19)              | Eliminado (Dia 19)             | Eliminado (Dia 19)           | Eliminado (Dia 19)          | Eliminado (Dia 19)             | Eliminado (Dia 19)         | 4      |
| Gabriela                     | Salva | Dona | Salva | Imune | Zona de Risco | Eliminada (Dia 19)                  | Eliminada (Dia 19)            | Eliminada (Dia 19)             | Eliminada (Dia 19)            | Eliminada (Dia 19)             | Eliminada (Dia 19)                  | Eliminada (Dia 19)          | Eliminada (Dia 19)             | Eliminada (Dia 19)              | Eliminada (Dia 19)             | Eliminada (Dia 19)           | Eliminada (Dia 19)          | Eliminada (Dia 19)             | Eliminada (Dia 19)         | 3      |
| Lippe                        | Imune | Zona de Risco | Zona de Risco | Salvo | Zona de Risco | Eliminado (Dia 19)                  | Eliminado (Dia 19)            | Eliminado (Dia 19)             | Eliminado (Dia 19)            | Eliminado (Dia 19)             | Eliminado (Dia 19)                  | Eliminado (Dia 19)          | Eliminado (Dia 19)             | Eliminado (Dia 19)              | Eliminado (Dia 19)             | Eliminado (Dia 19)           | Eliminado (Dia 19)          | Eliminado (Dia 19)             | Eliminado (Dia 19)         | 4      |
| Ysani                        | Ausente | Zona de Risco | Imune | Zona de Risco | Zona de Risco | Eliminada (Dia 19)                  | Eliminada (Dia 19)            | Eliminada (Dia 19)             | Eliminada (Dia 19)            | Eliminada (Dia 19)             | Eliminada (Dia 19)                  | Eliminada (Dia 19)          | Eliminada (Dia 19)             | Eliminada (Dia 19)              | Eliminada (Dia 19)             | Eliminada (Dia 19)           | Eliminada (Dia 19)          | Eliminada (Dia 19)             | Eliminada (Dia 19)         | 3      |
| Heitor                       | Imune | Imune | Zona de Risco | Zona de Risco | Zona de Risco | Eliminado (Dia 19)                  | Eliminado (Dia 19)            | Eliminado (Dia 19)             | Eliminado (Dia 19)            | Eliminado (Dia 19)             | Eliminado (Dia 19)                  | Eliminado (Dia 19)          | Eliminado (Dia 19)             | Eliminado (Dia 19)              | Eliminado (Dia 19)             | Eliminado (Dia 19)           | Eliminado (Dia 19)          | Eliminado (Dia 19)             | Eliminado (Dia 19)         | 3      |
| Clevinho                     | Imune | Imune | Salvo | Dono | Zona de Risco | Eliminado (Dia 19)                  | Eliminado (Dia 19)            | Eliminado (Dia 19)             | Eliminado (Dia 19)            | Eliminado (Dia 19)             | Eliminado (Dia 19)                  | Eliminado (Dia 19)          | Eliminado (Dia 19)             | Eliminado (Dia 19)              | Eliminado (Dia 19)             | Eliminado (Dia 19)           | Eliminado (Dia 19)          | Eliminado (Dia 19)             | Eliminado (Dia 19)         | 2      |
| Jaline                       | Imune | Salva | Dona | Salva | Zona de Risco | Eliminada (Dia 19)                  | Eliminada (Dia 19)            | Eliminada (Dia 19)             | Eliminada (Dia 19)            | Eliminada (Dia 19)             | Eliminada (Dia 19)                  | Eliminada (Dia 19)          | Eliminada (Dia 19)             | Eliminada (Dia 19)              | Eliminada (Dia 19)             | Eliminada (Dia 19)           | Eliminada (Dia 19)          | Eliminada (Dia 19)             | Eliminada (Dia 19)         | 3      |
| Thiago Cirillo               | Imune | Imune | Salvo | Imune | Zona de Risco | Eliminado (Dia 19)                  | Eliminado (Dia 19)            | Eliminado (Dia 19)             | Eliminado (Dia 19)            | Eliminado (Dia 19)             | Eliminado (Dia 19)                  | Eliminado (Dia 19)          | Eliminado (Dia 19)             | Eliminado (Dia 19)              | Eliminado (Dia 19)             | Eliminado (Dia 19)           | Eliminado (Dia 19)          | Eliminado (Dia 19)             | Eliminado (Dia 19)         | 2      |
| Manoelzinho                  | Imune | Imune | Salvo | Dono | Zona de Risco | Eliminado (Dia 19)                  | Eliminado (Dia 19)            | Eliminado (Dia 19)             | Eliminado (Dia 19)            | Eliminado (Dia 19)             | Eliminado (Dia 19)                  | Eliminado (Dia 19)          | Eliminado (Dia 19)             | Eliminado (Dia 19)              | Eliminado (Dia 19)             | Eliminado (Dia 19)           | Eliminado (Dia 19)          | Eliminado (Dia 19)             | Eliminado (Dia 19)         | 2      |
| Charles                      | Imune | Zona de Risco | Imune | Imune | Zona de Risco | Eliminado (Dia 19)                  | Eliminado (Dia 19)            | Eliminado (Dia 19)             | Eliminado (Dia 19)            | Eliminado (Dia 19)             | Eliminado (Dia 19)                  | Eliminado (Dia 19)          | Eliminado (Dia 19)             | Eliminado (Dia 19)              | Eliminado (Dia 19)             | Eliminado (Dia 19)           | Eliminado (Dia 19)          | Eliminado (Dia 19)             | Eliminado (Dia 19)         | 2      |
| Maysa                        | Imune | Imune | Salva | Imune | Zona de Risco | Eliminada (Dia 19)                  | Eliminada (Dia 19)            | Eliminada (Dia 19)             | Eliminada (Dia 19)            | Eliminada (Dia 19)             | Eliminada (Dia 19)                  | Eliminada (Dia 19)          | Eliminada (Dia 19)             | Eliminada (Dia 19)              | Eliminada (Dia 19)             | Eliminada (Dia 19)           | Eliminada (Dia 19)          | Eliminada (Dia 19)             | Eliminada (Dia 19)         | 2      |
| Thiago Luz                   | Imune | Imune | Salvo | Dono | Zona de Risco | Eliminado (Dia 19)                  | Eliminado (Dia 19)            | Eliminado (Dia 19)             | Eliminado (Dia 19)            | Eliminado (Dia 19)             | Eliminado (Dia 19)                  | Eliminado (Dia 19)          | Eliminado (Dia 19)             | Eliminado (Dia 19)              | Eliminado (Dia 19)             | Eliminado (Dia 19)           | Eliminado (Dia 19)          | Eliminado (Dia 19)             | Eliminado (Dia 19)         | 2      |
| Michael                      | Imune | Zona de Risco | Imune | Zona de Risco | Eliminado (Dia 16) | Eliminado (Dia 16)                  | Eliminado (Dia 16)            | Eliminado (Dia 16)             | Eliminado (Dia 16)            | Eliminado (Dia 16)             | Eliminado (Dia 16)                  | Eliminado (Dia 16)          | Eliminado (Dia 16)             | Eliminado (Dia 16)              | Eliminado (Dia 16)             | Eliminado (Dia 16)           | Eliminado (Dia 16)          | Eliminado (Dia 16)             | Eliminado (Dia 16)         | 2      |
| Maizy                        | Salva | Zona de Risco | Imune | Zona de Risco | Eliminada (Dia 16) | Eliminada (Dia 16)                  | Eliminada (Dia 16)            | Eliminada (Dia 16)             | Eliminada (Dia 16)            | Eliminada (Dia 16)             | Eliminada (Dia 16)                  | Eliminada (Dia 16)          | Eliminada (Dia 16)             | Eliminada (Dia 16)              | Eliminada (Dia 16)             | Eliminada (Dia 16)           | Eliminada (Dia 16)          | Eliminada (Dia 16)             | Eliminada (Dia 16)         | 3      |
| Danese                       | Salvo | Dono | Imune | Zona de Risco | Eliminado (Dia 16) | Eliminado (Dia 16)                  | Eliminado (Dia 16)            | Eliminado (Dia 16)             | Eliminado (Dia 16)            | Eliminado (Dia 16)             | Eliminado (Dia 16)                  | Eliminado (Dia 16)          | Eliminado (Dia 16)             | Eliminado (Dia 16)              | Eliminado (Dia 16)             | Eliminado (Dia 16)           | Eliminado (Dia 16)          | Eliminado (Dia 16)             | Eliminado (Dia 16)         | 2      |
| Graci                        | Imune | Imune | Imune | Zona de Risco | Eliminada (Dia 16) | Eliminada (Dia 16)                  | Eliminada (Dia 16)            | Eliminada (Dia 16)             | Eliminada (Dia 16)            | Eliminada (Dia 16)             | Eliminada (Dia 16)                  | Eliminada (Dia 16)          | Eliminada (Dia 16)             | Eliminada (Dia 16)              | Eliminada (Dia 16)             | Eliminada (Dia 16)           | Eliminada (Dia 16)          | Eliminada (Dia 16)             | Eliminada (Dia 16)         | 1      |
| Vivi                         | Imune | Imune | Imune | Zona de Risco | Eliminada (Dia 16) | Eliminada (Dia 16)                  | Eliminada (Dia 16)            | Eliminada (Dia 16)             | Eliminada (Dia 16)            | Eliminada (Dia 16)             | Eliminada (Dia 16)                  | Eliminada (Dia 16)          | Eliminada (Dia 16)             | Eliminada (Dia 16)              | Eliminada (Dia 16)             | Eliminada (Dia 16)           | Eliminada (Dia 16)          | Eliminada (Dia 16)             | Eliminada (Dia 16)         | 1      |
| Aline                        | Imune | Imune | Imune | Zona de Risco | Eliminada (Dia 16) | Eliminada (Dia 16)                  | Eliminada (Dia 16)            | Eliminada (Dia 16)             | Eliminada (Dia 16)            | Eliminada (Dia 16)             | Eliminada (Dia 16)                  | Eliminada (Dia 16)          | Eliminada (Dia 16)             | Eliminada (Dia 16)              | Eliminada (Dia 16)             | Eliminada (Dia 16)           | Eliminada (Dia 16)          | Eliminada (Dia 16)             | Eliminada (Dia 16)         | 1      |
| Danilo                       | Imune | Zona de Risco | Imune | Zona de Risco | Eliminado (Dia 16) | Eliminado (Dia 16)                  | Eliminado (Dia 16)            | Eliminado (Dia 16)             | Eliminado (Dia 16)            | Eliminado (Dia 16)             | Eliminado (Dia 16)                  | Eliminado (Dia 16)          | Eliminado (Dia 16)             | Eliminado (Dia 16)              | Eliminado (Dia 16)             | Eliminado (Dia 16)           | Eliminado (Dia 16)          | Eliminado (Dia 16)             | Eliminado (Dia 16)         | 2      |
| Poliana                      | Zona de Risco | Imune | Imune | Zona de Risco | Eliminada (Dia 16) | Eliminada (Dia 16)                  | Eliminada (Dia 16)            | Eliminada (Dia 16)             | Eliminada (Dia 16)            | Eliminada (Dia 16)             | Eliminada (Dia 16)                  | Eliminada (Dia 16)          | Eliminada (Dia 16)             | Eliminada (Dia 16)              | Eliminada (Dia 16)             | Eliminada (Dia 16)           | Eliminada (Dia 16)          | Eliminada (Dia 16)             | Eliminada (Dia 16)         | 2      |
| Biel                         | Salvo | Imune | Salvo | Zona de Risco | Eliminado (Dia 16) | Eliminado (Dia 16)                  | Eliminado (Dia 16)            | Eliminado (Dia 16)             | Eliminado (Dia 16)            | Eliminado (Dia 16)             | Eliminado (Dia 16)                  | Eliminado (Dia 16)          | Eliminado (Dia 16)             | Eliminado (Dia 16)              | Eliminado (Dia 16)             | Eliminado (Dia 16)           | Eliminado (Dia 16)          | Eliminado (Dia 16)             | Eliminado (Dia 16)         | 3      |
| Raphinha                     | Imune | Salvo | Imune | Zona de Risco | Eliminado (Dia 16) | Eliminado (Dia 16)                  | Eliminado (Dia 16)            | Eliminado (Dia 16)             | Eliminado (Dia 16)            | Eliminado (Dia 16)             | Eliminado (Dia 16)                  | Eliminado (Dia 16)          | Eliminado (Dia 16)             | Eliminado (Dia 16)              | Eliminado (Dia 16)             | Eliminado (Dia 16)           | Eliminado (Dia 16)          | Eliminado (Dia 16)             | Eliminado (Dia 16)         | 2      |
| Nathana                      | Imune | Imune | Imune | Zona de Risco | Eliminada (Dia 16) | Eliminada (Dia 16)                  | Eliminada (Dia 16)            | Eliminada (Dia 16)             | Eliminada (Dia 16)            | Eliminada (Dia 16)             | Eliminada (Dia 16)                  | Eliminada (Dia 16)          | Eliminada (Dia 16)             | Eliminada (Dia 16)              | Eliminada (Dia 16)             | Eliminada (Dia 16)           | Eliminada (Dia 16)          | Eliminada (Dia 16)             | Eliminada (Dia 16)         | 1      |
| Izumed                       | Imune | Imune | Imune | Zona de Risco | Eliminado (Dia 16) | Eliminado (Dia 16)                  | Eliminado (Dia 16)            | Eliminado (Dia 16)             | Eliminado (Dia 16)            | Eliminado (Dia 16)             | Eliminado (Dia 16)                  | Eliminado (Dia 16)          | Eliminado (Dia 16)             | Eliminado (Dia 16)              | Eliminado (Dia 16)             | Eliminado (Dia 16)           | Eliminado (Dia 16)          | Eliminado (Dia 16)             | Eliminado (Dia 16)         | 1      |
| Matheus                      | Salvo | Imune | Imune | Zona de Risco | Eliminado (Dia 16) | Eliminado (Dia 16)                  | Eliminado (Dia 16)            | Eliminado (Dia 16)             | Eliminado (Dia 16)            | Eliminado (Dia 16)             | Eliminado (Dia 16)                  | Eliminado (Dia 16)          | Eliminado (Dia 16)             | Eliminado (Dia 16)              | Eliminado (Dia 16)             | Eliminado (Dia 16)           | Eliminado (Dia 16)          | Eliminado (Dia 16)             | Eliminado (Dia 16)         | 2      |
| Claudia                      | Dona | Imune | Imune | Zona de Risco | Eliminada (Dia 16) | Eliminada (Dia 16)                  | Eliminada (Dia 16)            | Eliminada (Dia 16)             | Eliminada (Dia 16)            | Eliminada (Dia 16)             | Eliminada (Dia 16)                  | Eliminada (Dia 16)          | Eliminada (Dia 16)             | Eliminada (Dia 16)              | Eliminada (Dia 16)             | Eliminada (Dia 16)           | Eliminada (Dia 16)          | Eliminada (Dia 16)             | Eliminada (Dia 16)         | 1      |
| Lara                         | Imune | Salva | Imune | Zona de Risco | Eliminada (Dia 16) | Eliminada (Dia 16)                  | Eliminada (Dia 16)            | Eliminada (Dia 16)             | Eliminada (Dia 16)            | Eliminada (Dia 16)             | Eliminada (Dia 16)                  | Eliminada (Dia 16)          | Eliminada (Dia 16)             | Eliminada (Dia 16)              | Eliminada (Dia 16)             | Eliminada (Dia 16)           | Eliminada (Dia 16)          | Eliminada (Dia 16)             | Eliminada (Dia 16)         | 2      |
| Luciano                      | Imune | Salvo | Dono | Zona de Risco | Eliminado (Dia 16) | Eliminado (Dia 16)                  | Eliminado (Dia 16)            | Eliminado (Dia 16)             | Eliminado (Dia 16)            | Eliminado (Dia 16)             | Eliminado (Dia 16)                  | Eliminado (Dia 16)          | Eliminado (Dia 16)             | Eliminado (Dia 16)              | Eliminado (Dia 16)             | Eliminado (Dia 16)           | Eliminado (Dia 16)          | Eliminado (Dia 16)             | Eliminado (Dia 16)         | 2      |
| Jonas                        | Imune | Imune | Salvo | Zona de Risco | Eliminado (Dia 16) | Eliminado (Dia 16)                  | Eliminado (Dia 16)            | Eliminado (Dia 16)             | Eliminado (Dia 16)            | Eliminado (Dia 16)             | Eliminado (Dia 16)                  | Eliminado (Dia 16)          | Eliminado (Dia 16)             | Eliminado (Dia 16)              | Eliminado (Dia 16)             | Eliminado (Dia 16)           | Eliminado (Dia 16)          | Eliminado (Dia 16)             | Eliminado (Dia 16)         | 2      |
| Cacau                        | Dona | Imune | Zona de Risco | Zona de Risco | Desistente (Dia 16) | Desistente (Dia 16)                 | Desistente (Dia 16)           | Desistente (Dia 16)            | Desistente (Dia 16)           | Desistente (Dia 16)            | Desistente (Dia 16)                 | Desistente (Dia 16)         | Desistente (Dia 16)            | Desistente (Dia 16)             | Desistente (Dia 16)            | Desistente (Dia 16)          | Desistente (Dia 16)         | Desistente (Dia 16)            | Desistente (Dia 16)        | 2      |
| Dani                         | Imune | Imune | Zona de Risco | Eliminada (Dia 12) | Eliminada (Dia 12) | Eliminada (Dia 12)                  | Eliminada (Dia 12)            | Eliminada (Dia 12)             | Eliminada (Dia 12)            | Eliminada (Dia 12)             | Eliminada (Dia 12)                  | Eliminada (Dia 12)          | Eliminada (Dia 12)             | Eliminada (Dia 12)              | Eliminada (Dia 12)             | Eliminada (Dia 12)           | Eliminada (Dia 12)          | Eliminada (Dia 12)             | Eliminada (Dia 12)         | 1      |
| Bruninho                     | Imune | Imune | Zona de Risco | Eliminado (Dia 12) | Eliminado (Dia 12) | Eliminado (Dia 12)                  | Eliminado (Dia 12)            | Eliminado (Dia 12)             | Eliminado (Dia 12)            | Eliminado (Dia 12)             | Eliminado (Dia 12)                  | Eliminado (Dia 12)          | Eliminado (Dia 12)             | Eliminado (Dia 12)              | Eliminado (Dia 12)             | Eliminado (Dia 12)           | Eliminado (Dia 12)          | Eliminado (Dia 12)             | Eliminado (Dia 12)         | 1      |
| Carolina                     | Imune | Zona de Risco | Zona de Risco | Eliminada (Dia 12) | Eliminada (Dia 12) | Eliminada (Dia 12)                  | Eliminada (Dia 12)            | Eliminada (Dia 12)             | Eliminada (Dia 12)            | Eliminada (Dia 12)             | Eliminada (Dia 12)                  | Eliminada (Dia 12)          | Eliminada (Dia 12)             | Eliminada (Dia 12)              | Eliminada (Dia 12)             | Eliminada (Dia 12)           | Eliminada (Dia 12)          | Eliminada (Dia 12)             | Eliminada (Dia 12)         | 2      |
| Michelle                     | Imune | Imune | Zona de Risco | Eliminada (Dia 12) | Eliminada (Dia 12) | Eliminada (Dia 12)                  | Eliminada (Dia 12)            | Eliminada (Dia 12)             | Eliminada (Dia 12)            | Eliminada (Dia 12)             | Eliminada (Dia 12)                  | Eliminada (Dia 12)          | Eliminada (Dia 12)             | Eliminada (Dia 12)              | Eliminada (Dia 12)             | Eliminada (Dia 12)           | Eliminada (Dia 12)          | Eliminada (Dia 12)             | Eliminada (Dia 12)         | 1      |
| Fábio                        | Imune | Imune | Zona de Risco | Eliminado (Dia 12) | Eliminado (Dia 12) | Eliminado (Dia 12)                  | Eliminado (Dia 12)            | Eliminado (Dia 12)             | Eliminado (Dia 12)            | Eliminado (Dia 12)             | Eliminado (Dia 12)                  | Eliminado (Dia 12)          | Eliminado (Dia 12)             | Eliminado (Dia 12)              | Eliminado (Dia 12)             | Eliminado (Dia 12)           | Eliminado (Dia 12)          | Eliminado (Dia 12)             | Eliminado (Dia 12)         | 1      |
| Stephany                     | Imune | Imune | Zona de Risco | Eliminada (Dia 12) | Eliminada (Dia 12) | Eliminada (Dia 12)                  | Eliminada (Dia 12)            | Eliminada (Dia 12)             | Eliminada (Dia 12)            | Eliminada (Dia 12)             | Eliminada (Dia 12)                  | Eliminada (Dia 12)          | Eliminada (Dia 12)             | Eliminada (Dia 12)              | Eliminada (Dia 12)             | Eliminada (Dia 12)           | Eliminada (Dia 12)          | Eliminada (Dia 12)             | Eliminada (Dia 12)         | 1      |
| Vanessa                      | Imune | Imune | Zona de Risco | Eliminada (Dia 12) | Eliminada (Dia 12) | Eliminada (Dia 12)                  | Eliminada (Dia 12)            | Eliminada (Dia 12)             | Eliminada (Dia 12)            | Eliminada (Dia 12)             | Eliminada (Dia 12)                  | Eliminada (Dia 12)          | Eliminada (Dia 12)             | Eliminada (Dia 12)              | Eliminada (Dia 12)             | Eliminada (Dia 12)           | Eliminada (Dia 12)          | Eliminada (Dia 12)             | Eliminada (Dia 12)         | 1      |
| Madson                       | Dono | Imune | Zona de Risco | Eliminado (Dia 12) | Eliminado (Dia 12) | Eliminado (Dia 12)                  | Eliminado (Dia 12)            | Eliminado (Dia 12)             | Eliminado (Dia 12)            | Eliminado (Dia 12)             | Eliminado (Dia 12)                  | Eliminado (Dia 12)          | Eliminado (Dia 12)             | Eliminado (Dia 12)              | Eliminado (Dia 12)             | Eliminado (Dia 12)           | Eliminado (Dia 12)          | Eliminado (Dia 12)             | Eliminado (Dia 12)         | 1      |
| Preta                        | Imune | Imune | Zona de Risco | Eliminada (Dia 12) | Eliminada (Dia 12) | Eliminada (Dia 12)                  | Eliminada (Dia 12)            | Eliminada (Dia 12)             | Eliminada (Dia 12)            | Eliminada (Dia 12)             | Eliminada (Dia 12)                  | Eliminada (Dia 12)          | Eliminada (Dia 12)             | Eliminada (Dia 12)              | Eliminada (Dia 12)             | Eliminada (Dia 12)           | Eliminada (Dia 12)          | Eliminada (Dia 12)             | Eliminada (Dia 12)         | 1      |
| Wellen                       | Imune | Imune | Zona de Risco | Eliminada (Dia 12) | Eliminada (Dia 12) | Eliminada (Dia 12)                  | Eliminada (Dia 12)            | Eliminada (Dia 12)             | Eliminada (Dia 12)            | Eliminada (Dia 12)             | Eliminada (Dia 12)                  | Eliminada (Dia 12)          | Eliminada (Dia 12)             | Eliminada (Dia 12)              | Eliminada (Dia 12)             | Eliminada (Dia 12)           | Eliminada (Dia 12)          | Eliminada (Dia 12)             | Eliminada (Dia 12)         | 1      |
| Luciana                      | Imune | Imune | Zona de Risco | Eliminada (Dia 12) | Eliminada (Dia 12) | Eliminada (Dia 12)                  | Eliminada (Dia 12)            | Eliminada (Dia 12)             | Eliminada (Dia 12)            | Eliminada (Dia 12)             | Eliminada (Dia 12)                  | Eliminada (Dia 12)          | Eliminada (Dia 12)             | Eliminada (Dia 12)              | Eliminada (Dia 12)             | Eliminada (Dia 12)           | Eliminada (Dia 12)          | Eliminada (Dia 12)             | Eliminada (Dia 12)         | 1      |
| Cibelle                      | Imune | Imune | Zona de Risco | Eliminada (Dia 12) | Eliminada (Dia 12) | Eliminada (Dia 12)                  | Eliminada (Dia 12)            | Eliminada (Dia 12)             | Eliminada (Dia 12)            | Eliminada (Dia 12)             | Eliminada (Dia 12)                  | Eliminada (Dia 12)          | Eliminada (Dia 12)             | Eliminada (Dia 12)              | Eliminada (Dia 12)             | Eliminada (Dia 12)           | Eliminada (Dia 12)          | Eliminada (Dia 12)             | Eliminada (Dia 12)         | 1      |
| Vinicius                     | Imune | Imune | Zona de Risco | Eliminado (Dia 12) | Eliminado (Dia 12) | Eliminado (Dia 12)                  | Eliminado (Dia 12)            | Eliminado (Dia 12)             | Eliminado (Dia 12)            | Eliminado (Dia 12)             | Eliminado (Dia 12)                  | Eliminado (Dia 12)          | Eliminado (Dia 12)             | Eliminado (Dia 12)              | Eliminado (Dia 12)             | Eliminado (Dia 12)           | Eliminado (Dia 12)          | Eliminado (Dia 12)             | Eliminado (Dia 12)         | 1      |
| Amanda                       | Imune | Imune | Zona de Risco | Eliminada (Dia 12) | Eliminada (Dia 12) | Eliminada (Dia 12)                  | Eliminada (Dia 12)            | Eliminada (Dia 12)             | Eliminada (Dia 12)            | Eliminada (Dia 12)             | Eliminada (Dia 12)                  | Eliminada (Dia 12)          | Eliminada (Dia 12)             | Eliminada (Dia 12)              | Eliminada (Dia 12)             | Eliminada (Dia 12)           | Eliminada (Dia 12)          | Eliminada (Dia 12)             | Eliminada (Dia 12)         | 1      |
| Jéssica                      | Imune | Imune | Zona de Risco | Eliminada (Dia 12) | Eliminada (Dia 12) | Eliminada (Dia 12)                  | Eliminada (Dia 12)            | Eliminada (Dia 12)             | Eliminada (Dia 12)            | Eliminada (Dia 12)             | Eliminada (Dia 12)                  | Eliminada (Dia 12)          | Eliminada (Dia 12)             | Eliminada (Dia 12)              | Eliminada (Dia 12)             | Eliminada (Dia 12)           | Eliminada (Dia 12)          | Eliminada (Dia 12)             | Eliminada (Dia 12)         | 1      |
| Hanny                        | Imune | Imune | Zona de Risco | Eliminada (Dia 12) | Eliminada (Dia 12) | Eliminada (Dia 12)                  | Eliminada (Dia 12)            | Eliminada (Dia 12)             | Eliminada (Dia 12)            | Eliminada (Dia 12)             | Eliminada (Dia 12)                  | Eliminada (Dia 12)          | Eliminada (Dia 12)             | Eliminada (Dia 12)              | Eliminada (Dia 12)             | Eliminada (Dia 12)           | Eliminada (Dia 12)          | Eliminada (Dia 12)             | Eliminada (Dia 12)         | 1      |
| Nadya                        | Imune | Imune | Zona de Risco | Eliminada (Dia 12) | Eliminada (Dia 12) | Eliminada (Dia 12)                  | Eliminada (Dia 12)            | Eliminada (Dia 12)             | Eliminada (Dia 12)            | Eliminada (Dia 12)             | Eliminada (Dia 12)                  | Eliminada (Dia 12)          | Eliminada (Dia 12)             | Eliminada (Dia 12)              | Eliminada (Dia 12)             | Eliminada (Dia 12)           | Eliminada (Dia 12)          | Eliminada (Dia 12)             | Eliminada (Dia 12)         | 1      |
| Ana Paula                    | Imune | Zona de Risco | Imune | Desistente (Dia 11) | Desistente (Dia 11) | Desistente (Dia 11)                 | Desistente (Dia 11)           | Desistente (Dia 11)            | Desistente (Dia 11)           | Desistente (Dia 11)            | Desistente (Dia 11)                 | Desistente (Dia 11)         | Desistente (Dia 11)            | Desistente (Dia 11)             | Desistente (Dia 11)            | Desistente (Dia 11)          | Desistente (Dia 11)         | Desistente (Dia 11)            | Desistente (Dia 11)        | 1      |
| Fabrício                     | Imune | Zona de Risco | Eliminado (Dia 9) | Eliminado (Dia 9) | Eliminado (Dia 9) | Eliminado (Dia 9)                   | Eliminado (Dia 9)             | Eliminado (Dia 9)              | Eliminado (Dia 9)             | Eliminado (Dia 9)              | Eliminado (Dia 9)                   | Eliminado (Dia 9)           | Eliminado (Dia 9)              | Eliminado (Dia 9)               | Eliminado (Dia 9)              | Eliminado (Dia 9)            | Eliminado (Dia 9)           | Eliminado (Dia 9)              | Eliminado (Dia 9)          | 1      |
| Nelsão                       | Imune | Zona de Risco | Eliminado (Dia 9) | Eliminado (Dia 9) | Eliminado (Dia 9) | Eliminado (Dia 9)                   | Eliminado (Dia 9)             | Eliminado (Dia 9)              | Eliminado (Dia 9)             | Eliminado (Dia 9)              | Eliminado (Dia 9)                   | Eliminado (Dia 9)           | Eliminado (Dia 9)              | Eliminado (Dia 9)               | Eliminado (Dia 9)              | Eliminado (Dia 9)            | Eliminado (Dia 9)           | Eliminado (Dia 9)              | Eliminado (Dia 9)          | 1      |
| Tatiane                      | Imune | Zona de Risco | Eliminada (Dia 9) | Eliminada (Dia 9) | Eliminada (Dia 9) | Eliminada (Dia 9)                   | Eliminada (Dia 9)             | Eliminada (Dia 9)              | Eliminada (Dia 9)             | Eliminada (Dia 9)              | Eliminada (Dia 9)                   | Eliminada (Dia 9)           | Eliminada (Dia 9)              | Eliminada (Dia 9)               | Eliminada (Dia 9)              | Eliminada (Dia 9)            | Eliminada (Dia 9)           | Eliminada (Dia 9)              | Eliminada (Dia 9)          | 1      |
| Márcia                       | Imune | Zona de Risco | Eliminada (Dia 9) | Eliminada (Dia 9) | Eliminada (Dia 9) | Eliminada (Dia 9)                   | Eliminada (Dia 9)             | Eliminada (Dia 9)              | Eliminada (Dia 9)             | Eliminada (Dia 9)              | Eliminada (Dia 9)                   | Eliminada (Dia 9)           | Eliminada (Dia 9)              | Eliminada (Dia 9)               | Eliminada (Dia 9)              | Eliminada (Dia 9)            | Eliminada (Dia 9)           | Eliminada (Dia 9)              | Eliminada (Dia 9)          | 1      |
| Uarzancler                   | Imune | Zona de Risco | Eliminado (Dia 9) | Eliminado (Dia 9) | Eliminado (Dia 9) | Eliminado (Dia 9)                   | Eliminado (Dia 9)             | Eliminado (Dia 9)              | Eliminado (Dia 9)             | Eliminado (Dia 9)              | Eliminado (Dia 9)                   | Eliminado (Dia 9)           | Eliminado (Dia 9)              | Eliminado (Dia 9)               | Eliminado (Dia 9)              | Eliminado (Dia 9)            | Eliminado (Dia 9)           | Eliminado (Dia 9)              | Eliminado (Dia 9)          | 1      |
| Neuma                        | Imune | Zona de Risco | Eliminada (Dia 9) | Eliminada (Dia 9) | Eliminada (Dia 9) | Eliminada (Dia 9)                   | Eliminada (Dia 9)             | Eliminada (Dia 9)              | Eliminada (Dia 9)             | Eliminada (Dia 9)              | Eliminada (Dia 9)                   | Eliminada (Dia 9)           | Eliminada (Dia 9)              | Eliminada (Dia 9)               | Eliminada (Dia 9)              | Eliminada (Dia 9)            | Eliminada (Dia 9)           | Eliminada (Dia 9)              | Eliminada (Dia 9)          | 1      |
| Jordana                      | Imune | Zona de Risco | Eliminada (Dia 9) | Eliminada (Dia 9) | Eliminada (Dia 9) | Eliminada (Dia 9)                   | Eliminada (Dia 9)             | Eliminada (Dia 9)              | Eliminada (Dia 9)             | Eliminada (Dia 9)              | Eliminada (Dia 9)                   | Eliminada (Dia 9)           | Eliminada (Dia 9)              | Eliminada (Dia 9)               | Eliminada (Dia 9)              | Eliminada (Dia 9)            | Eliminada (Dia 9)           | Eliminada (Dia 9)              | Eliminada (Dia 9)          | 1      |
| Theo                         | Imune | Zona de Risco | Eliminado (Dia 9) | Eliminado (Dia 9) | Eliminado (Dia 9) | Eliminado (Dia 9)                   | Eliminado (Dia 9)             | Eliminado (Dia 9)              | Eliminado (Dia 9)             | Eliminado (Dia 9)              | Eliminado (Dia 9)                   | Eliminado (Dia 9)           | Eliminado (Dia 9)              | Eliminado (Dia 9)               | Eliminado (Dia 9)              | Eliminado (Dia 9)            | Eliminado (Dia 9)           | Eliminado (Dia 9)              | Eliminado (Dia 9)          | 1      |
| Leonardo                     | Imune | Zona de Risco | Eliminado (Dia 9) | Eliminado (Dia 9) | Eliminado (Dia 9) | Eliminado (Dia 9)                   | Eliminado (Dia 9)             | Eliminado (Dia 9)              | Eliminado (Dia 9)             | Eliminado (Dia 9)              | Eliminado (Dia 9)                   | Eliminado (Dia 9)           | Eliminado (Dia 9)              | Eliminado (Dia 9)               | Eliminado (Dia 9)              | Eliminado (Dia 9)            | Eliminado (Dia 9)           | Eliminado (Dia 9)              | Eliminado (Dia 9)          | 1      |
| Bruno Canaan                 | Imune | Zona de Risco | Eliminado (Dia 9) | Eliminado (Dia 9) | Eliminado (Dia 9) | Eliminado (Dia 9)                   | Eliminado (Dia 9)             | Eliminado (Dia 9)              | Eliminado (Dia 9)             | Eliminado (Dia 9)              | Eliminado (Dia 9)                   | Eliminado (Dia 9)           | Eliminado (Dia 9)              | Eliminado (Dia 9)               | Eliminado (Dia 9)              | Eliminado (Dia 9)            | Eliminado (Dia 9)           | Eliminado (Dia 9)              | Eliminado (Dia 9)          | 1      |
| Thay                         | Imune | Zona de Risco | Eliminada (Dia 9) | Eliminada (Dia 9) | Eliminada (Dia 9) | Eliminada (Dia 9)                   | Eliminada (Dia 9)             | Eliminada (Dia 9)              | Eliminada (Dia 9)             | Eliminada (Dia 9)              | Eliminada (Dia 9)                   | Eliminada (Dia 9)           | Eliminada (Dia 9)              | Eliminada (Dia 9)               | Eliminada (Dia 9)              | Eliminada (Dia 9)            | Eliminada (Dia 9)           | Eliminada (Dia 9)              | Eliminada (Dia 9)          | 1      |
| Ingrid                       | Imune | Zona de Risco | Eliminada (Dia 9) | Eliminada (Dia 9) | Eliminada (Dia 9) | Eliminada (Dia 9)                   | Eliminada (Dia 9)             | Eliminada (Dia 9)              | Eliminada (Dia 9)             | Eliminada (Dia 9)              | Eliminada (Dia 9)                   | Eliminada (Dia 9)           | Eliminada (Dia 9)              | Eliminada (Dia 9)               | Eliminada (Dia 9)              | Eliminada (Dia 9)            | Eliminada (Dia 9)           | Eliminada (Dia 9)              | Eliminada (Dia 9)          | 1      |
| Nemo                         | Imune | Zona de Risco | Eliminado (Dia 9) | Eliminado (Dia 9) | Eliminado (Dia 9) | Eliminado (Dia 9)                   | Eliminado (Dia 9)             | Eliminado (Dia 9)              | Eliminado (Dia 9)             | Eliminado (Dia 9)              | Eliminado (Dia 9)                   | Eliminado (Dia 9)           | Eliminado (Dia 9)              | Eliminado (Dia 9)               | Eliminado (Dia 9)              | Eliminado (Dia 9)            | Eliminado (Dia 9)           | Eliminado (Dia 9)              | Eliminado (Dia 9)          | 1      |
| Rita                         | Imune | Zona de Risco | Eliminada (Dia 9) | Eliminada (Dia 9) | Eliminada (Dia 9) | Eliminada (Dia 9)                   | Eliminada (Dia 9)             | Eliminada (Dia 9)              | Eliminada (Dia 9)             | Eliminada (Dia 9)              | Eliminada (Dia 9)                   | Eliminada (Dia 9)           | Eliminada (Dia 9)              | Eliminada (Dia 9)               | Eliminada (Dia 9)              | Eliminada (Dia 9)            | Eliminada (Dia 9)           | Eliminada (Dia 9)              | Eliminada (Dia 9)          | 1      |
| Di                           | Imune | Zona de Risco | Eliminado (Dia 9) | Eliminado (Dia 9) | Eliminado (Dia 9) | Eliminado (Dia 9)                   | Eliminado (Dia 9)             | Eliminado (Dia 9)              | Eliminado (Dia 9)             | Eliminado (Dia 9)              | Eliminado (Dia 9)                   | Eliminado (Dia 9)           | Eliminado (Dia 9)              | Eliminado (Dia 9)               | Eliminado (Dia 9)              | Eliminado (Dia 9)            | Eliminado (Dia 9)           | Eliminado (Dia 9)              | Eliminado (Dia 9)          | 1      |
| Ricardo                      | Imune | Expulso (Dia 7) | Expulso (Dia 7) | Expulso (Dia 7) | Expulso (Dia 7) | Expulso (Dia 7)                     | Expulso (Dia 7)               | Expulso (Dia 7)                | Expulso (Dia 7)               | Expulso (Dia 7)                | Expulso (Dia 7)                     | Expulso (Dia 7)             | Expulso (Dia 7)                | Expulso (Dia 7)                 | Expulso (Dia 7)                | Expulso (Dia 7)              | Expulso (Dia 7)             | Expulso (Dia 7)                | Expulso (Dia 7)            | 0      |
| Gustavo                      | Imune | Desistente (Dia 6) | Desistente (Dia 6) | Desistente (Dia 6) | Desistente (Dia 6) | Desistente (Dia 6)                  | Desistente (Dia 6)            | Desistente (Dia 6)             | Desistente (Dia 6)            | Desistente (Dia 6)             | Desistente (Dia 6)                  | Desistente (Dia 6)          | Desistente (Dia 6)             | Desistente (Dia 6)              | Desistente (Dia 6)             | Desistente (Dia 6)           | Desistente (Dia 6)          | Desistente (Dia 6)             | Desistente (Dia 6)         | 0      |
| Ana K                        | Imune | Desistente (Dia 6) | Desistente (Dia 6) | Desistente (Dia 6) | Desistente (Dia 6) | Desistente (Dia 6)                  | Desistente (Dia 6)            | Desistente (Dia 6)             | Desistente (Dia 6)            | Desistente (Dia 6)             | Desistente (Dia 6)                  | Desistente (Dia 6)          | Desistente (Dia 6)             | Desistente (Dia 6)              | Desistente (Dia 6)             | Desistente (Dia 6)           | Desistente (Dia 6)          | Desistente (Dia 6)             | Desistente (Dia 6)         | 0      |
| Luiza                        | Zona de Risco | Eliminada (Dia 5) | Eliminada (Dia 5) | Eliminada (Dia 5) | Eliminada (Dia 5) | Eliminada (Dia 5)                   | Eliminada (Dia 5)             | Eliminada (Dia 5)              | Eliminada (Dia 5)             | Eliminada (Dia 5)              | Eliminada (Dia 5)                   | Eliminada (Dia 5)           | Eliminada (Dia 5)              | Eliminada (Dia 5)               | Eliminada (Dia 5)              | Eliminada (Dia 5)            | Eliminada (Dia 5)           | Eliminada (Dia 5)              | Eliminada (Dia 5)          | 1      |
| Billy                        | Zona de Risco | Eliminado (Dia 5) | Eliminado (Dia 5) | Eliminado (Dia 5) | Eliminado (Dia 5) | Eliminado (Dia 5)                   | Eliminado (Dia 5)             | Eliminado (Dia 5)              | Eliminado (Dia 5)             | Eliminado (Dia 5)              | Eliminado (Dia 5)                   | Eliminado (Dia 5)           | Eliminado (Dia 5)              | Eliminado (Dia 5)               | Eliminado (Dia 5)              | Eliminado (Dia 5)            | Eliminado (Dia 5)           | Eliminado (Dia 5)              | Eliminado (Dia 5)          | 1      |
| Ratinho                      | Zona de Risco | Eliminado (Dia 5) | Eliminado (Dia 5) | Eliminado (Dia 5) | Eliminado (Dia 5) | Eliminado (Dia 5)                   | Eliminado (Dia 5)             | Eliminado (Dia 5)              | Eliminado (Dia 5)             | Eliminado (Dia 5)              | Eliminado (Dia 5)                   | Eliminado (Dia 5)           | Eliminado (Dia 5)              | Eliminado (Dia 5)               | Eliminado (Dia 5)              | Eliminado (Dia 5)            | Eliminado (Dia 5)           | Eliminado (Dia 5)              | Eliminado (Dia 5)          | 1      |
| Kadu                         | Zona de Risco | Eliminado (Dia 5) | Eliminado (Dia 5) | Eliminado (Dia 5) | Eliminado (Dia 5) | Eliminado (Dia 5)                   | Eliminado (Dia 5)             | Eliminado (Dia 5)              | Eliminado (Dia 5)             | Eliminado (Dia 5)              | Eliminado (Dia 5)                   | Eliminado (Dia 5)           | Eliminado (Dia 5)              | Eliminado (Dia 5)               | Eliminado (Dia 5)              | Eliminado (Dia 5)            | Eliminado (Dia 5)           | Eliminado (Dia 5)              | Eliminado (Dia 5)          | 1      |
| Sandrão                      | Zona de Risco | Eliminado (Dia 5) | Eliminado (Dia 5) | Eliminado (Dia 5) | Eliminado (Dia 5) | Eliminado (Dia 5)                   | Eliminado (Dia 5)             | Eliminado (Dia 5)              | Eliminado (Dia 5)             | Eliminado (Dia 5)              | Eliminado (Dia 5)                   | Eliminado (Dia 5)           | Eliminado (Dia 5)              | Eliminado (Dia 5)               | Eliminado (Dia 5)              | Eliminado (Dia 5)            | Eliminado (Dia 5)           | Eliminado (Dia 5)              | Eliminado (Dia 5)          | 1      |
| Marcus                       | Zona de Risco | Eliminado (Dia 5) | Eliminado (Dia 5) | Eliminado (Dia 5) | Eliminado (Dia 5) | Eliminado (Dia 5)                   | Eliminado (Dia 5)             | Eliminado (Dia 5)              | Eliminado (Dia 5)             | Eliminado (Dia 5)              | Eliminado (Dia 5)                   | Eliminado (Dia 5)           | Eliminado (Dia 5)              | Eliminado (Dia 5)               | Eliminado (Dia 5)              | Eliminado (Dia 5)            | Eliminado (Dia 5)           | Eliminado (Dia 5)              | Eliminado (Dia 5)          | 1      |
| Vini                         | Zona de Risco | Eliminado (Dia 5) | Eliminado (Dia 5) | Eliminado (Dia 5) | Eliminado (Dia 5) | Eliminado (Dia 5)                   | Eliminado (Dia 5)             | Eliminado (Dia 5)              | Eliminado (Dia 5)             | Eliminado (Dia 5)              | Eliminado (Dia 5)                   | Eliminado (Dia 5)           | Eliminado (Dia 5)              | Eliminado (Dia 5)               | Eliminado (Dia 5)              | Eliminado (Dia 5)            | Eliminado (Dia 5)           | Eliminado (Dia 5)              | Eliminado (Dia 5)          | 1      |
| Jo                           | Zona de Risco | Eliminado (Dia 5) | Eliminado (Dia 5) | Eliminado (Dia 5) | Eliminado (Dia 5) | Eliminado (Dia 5)                   | Eliminado (Dia 5)             | Eliminado (Dia 5)              | Eliminado (Dia 5)             | Eliminado (Dia 5)              | Eliminado (Dia 5)                   | Eliminado (Dia 5)           | Eliminado (Dia 5)              | Eliminado (Dia 5)               | Eliminado (Dia 5)              | Eliminado (Dia 5)            | Eliminado (Dia 5)           | Eliminado (Dia 5)              | Eliminado (Dia 5)          | 1      |
| Fran                         | Zona de Risco | Eliminada (Dia 5) | Eliminada (Dia 5) | Eliminada (Dia 5) | Eliminada (Dia 5) | Eliminada (Dia 5)                   | Eliminada (Dia 5)             | Eliminada (Dia 5)              | Eliminada (Dia 5)             | Eliminada (Dia 5)              | Eliminada (Dia 5)                   | Eliminada (Dia 5)           | Eliminada (Dia 5)              | Eliminada (Dia 5)               | Eliminada (Dia 5)              | Eliminada (Dia 5)            | Eliminada (Dia 5)           | Eliminada (Dia 5)              | Eliminada (Dia 5)          | 1      |
| Flavinha                     | Zona de Risco | Eliminada (Dia 5) | Eliminada (Dia 5) | Eliminada (Dia 5) | Eliminada (Dia 5) | Eliminada (Dia 5)                   | Eliminada (Dia 5)             | Eliminada (Dia 5)              | Eliminada (Dia 5)             | Eliminada (Dia 5)              | Eliminada (Dia 5)                   | Eliminada (Dia 5)           | Eliminada (Dia 5)              | Eliminada (Dia 5)               | Eliminada (Dia 5)              | Eliminada (Dia 5)            | Eliminada (Dia 5)           | Eliminada (Dia 5)              | Eliminada (Dia 5)          | 1      |
| Gaby                         | Imune | Desistente (Dia 4) | Desistente (Dia 4) | Desistente (Dia 4) | Desistente (Dia 4) | Desistente (Dia 4)                  | Desistente (Dia 4)            | Desistente (Dia 4)             | Desistente (Dia 4)            | Desistente (Dia 4)             | Desistente (Dia 4)                  | Desistente (Dia 4)          | Desistente (Dia 4)             | Desistente (Dia 4)              | Desistente (Dia 4)             | Desistente (Dia 4)           | Desistente (Dia 4)          | Desistente (Dia 4)             | Desistente (Dia 4)         | 0      |
|                              | | | | | |                                     |                               |                                |                               |                                |                                     |                             |                                |                                 |                                |                              |                             |                                |                            |        |
| Notas                        | [ nota 1 ] | [ nota 2 ] | [ nota 3 ] | [ nota 4 ] | [ nota 5 ] | [ nota 6 ]                          | [ nota 7 ]                    | [ nota 8 ]                     | [ nota 9 ]                    | [ nota 10 ]                    | [ nota 11 ]                         | [ nota 12 ]                 |                                |                                 |                                |                              |                             |                                | [ nota 13 ]                |        |
| Desistente                   | Gaby | Ana K | Ana Paula | Cacau | (nenhum) | (nenhum)                            | (nenhum)                      | (nenhum)                       | (nenhum)                      | (nenhum)                       | (nenhum)                            | (nenhum)                    | (nenhum)                       | (nenhum)                        | (nenhum)                       | (nenhum)                     | (nenhum)                    | (nenhum)                       | (nenhum)                   |        |
| Desistente                   | Gaby | Gustavo | Ana Paula | Cacau | (nenhum) | (nenhum)                            | (nenhum)                      | (nenhum)                       | (nenhum)                      | (nenhum)                       | (nenhum)                            | (nenhum)                    | (nenhum)                       | (nenhum)                        | (nenhum)                       | (nenhum)                     | (nenhum)                    | (nenhum)                       | (nenhum)                   |        |
| Expulso                      | (nenhum) | Ricardo | (nenhum) | (nenhum) | (nenhum) | (nenhum)                            | (nenhum)                      | (nenhum)                       | (nenhum)                      | (nenhum)                       | (nenhum)                            | (nenhum)                    | (nenhum)                       | (nenhum)                        | (nenhum)                       | (nenhum)                     | (nenhum)                    | (nenhum)                       | (nenhum)                   |        |
| Retirado                     | (nenhum) | (nenhum) | (nenhum) | (nenhum) | (nenhum) | (nenhum)                            | (nenhum)                      | (nenhum)                       | (nenhum)                      | (nenhum)                       | (nenhum)                            | (nenhum)                    | (nenhum)                       | (nenhum)                        | (nenhum)                       | Fellipe                      | (nenhum)                    | (nenhum)                       | (nenhum)                   |        |
|                              | | | | | |                                     |                               |                                |                               |                                |                                     |                             |                                |                                 |                                |                              |                             |                                |                            |        |
| Pré-Zona de Risco            | Anahí Biel Billy Bruno Cardoso Cel Danese Edlaine Fellipe Flavinha Fran Gabriela Hadad Hideo João Victor Jo Kadu Kaio Lucas Luiza Maizy Marcus Matheus MC Mari Poliana Ratinho Sandrão Vini Vinigram | Ana Paula Anahí Andreia Brenno Bruno Canaan Carolina Cátia Cel Charles Danilo Diego Edlaine Fabrício Ingrid Jaline João Victor Jordana Lara Leonardo Lippe Luciano Maizy Márcia MC Jey Jey MC Mari Michael Nelsão Nemo Neuma Raphinha Rita Tatiane Taty Thay Theo Uarzancler Ysani | Amanda Baronesa Biel Bifão Bruninho Brunna Bruno Cardoso Cacau Carolina Cibelle Clevinho Dani Dona Geni Fábio Fernando Gabriela Guipa Hanny Heitor Hideo Jéssica Jonas Lippe Lizi Lucas Luciana Madson Manoelzinho Maysa Michelle Nadya Preta Stephany Taty Rambo Thiago Cirillo Thiago Luz Vanessa Vinicius Wellen | Aline Andreia Baronesa Biel Brenno Brunna Cacau Cátia Claudia Danese Danilo Edlaine Fellipe Graci Hadad Heitor Hideo Izumed Jaline João Victor Jonas Kaio Lara Lippe Lizi Lucas Luciano Maizy Matheus MC Jey Jey MC Mari Michael Nathana Poliana Rambo Raphinha Taty Vinigram Vivi Ysani | (nenhum) | Baronesa Bruno Cardoso Rambo        | Anahí Brenno Kaio             | Cel Hadad Lucas                | Edlaine Guipa Lizi            | Cátia Fernando Taty            | Bruno Cardoso Fernando Guipa        | Brenno Guipa Lucas          | Anahí Fernando Rambo           | (nenhum)                        | Fellipe Kaio Lizi              | Brenno Guipa Hadad Taty      | (nenhum)                    | (nenhum)                       | (nenhum)                   |        |
| Salvo                        | Biel Danese Gabriela Hideo Lucas Maizy Matheus | Edlaine Jaline Lara Luciano Raphinha | Biel Clevinho Fernando Gabriela Hideo Jonas Manoelzinho Maysa Thiago Cirillo Thiago Luz | Jaline Lippe Lucas MC Jey Jey | (nenhum) | Rambo                               | Kaio                          | Cel                            | Lizi                          | Taty                           | Guipa                               | Brenno                      | Rambo                          | (nenhum)                        | Fellipe                        | Hadad                        | (nenhum)                    | (nenhum)                       | (nenhum)                   |        |
| Zona de Risco                | Anahí Billy Bruno Cardoso Cel Edlaine Fellipe Flavinha Fran Hadad João Victor Jo Kadu Kaio Luiza Marcus MC Mari Poliana Ratinho Sandrão Vini Vinigram                                                | Ana Paula Anahí Andreia Brenno Bruno Canaan Carolina Cátia Cel Charles Danilo Diego Fabrício Ingrid João Victor Jordana Leonardo Lippe Maizy Márcia MC Jey Jey MC Mari Michael Nelsão Nemo Neuma Rita Tatiane Taty Thay Theo Uarzancler Ysani                                      | Amanda Baronesa Bifão Bruninho Brunna Bruno Cardoso Cacau Carolina Cibelle Dani Dona Geni Fábio Guipa Hanny Heitor Jéssica Lippe Lizi Lucas Luciana Madson Michelle Nadya Preta Rambo Stephany Taty Vanessa Vinicius Wellen                                                                                         | Aline Andreia Baronesa Biel Brenno Brunna Cacau Cátia Claudia Danese Danilo Edlaine Fellipe Graci Hadad Heitor Hideo Izumed João Victor Jonas Kaio Lara Lizi Luciano Maizy Matheus MC Mari Michael Nathana Poliana Rambo Raphinha Taty Vinigram Vivi Ysani                               | Andreia Baronesa Bifão Brenno Brunna Cátia Charles Clevinho Edlaine Fellipe Fernando Gabriela Guipa Heitor Hideo Jaline João Victor Lippe Lizi Lucas Manoelzinho Maysa MC Jey Jey MC Mari Rambo Taty Thiago Cirillo Thiago Luz Vinigram Ysani | Baronesa Bruno Cardoso Guipa        | Anahí Brenno MC Mari          | Hadad Lucas Vinigram           | Edlaine Guipa Kaio            | Cátia Fernando Hadad           | Bruno Cardoso Fernando Kaio         | Guipa Hadad Lucas           | Anahí Fernando Rambo           | Dona Geni Fellipe Kaio Lizi     | Fernando Kaio Lizi             | Brenno Guipa Rambo Taty      | Cel Guipa Hadad Rambo       | Fernando Hideo Kaio Taty       | Fernando Hadad Kaio Rambo  |        |
| Eliminado                    | Flavinha 0,45% para continuar | Di 0,17% para continuar | Nadya 0,38% para continuar | Jonas 0,33% para continuar | Thiago Luz 0,49% para entrar | Baronesa 22,70% para continuar      | MC Mari 16,98% para continuar | Vinigram 19,79% para continuar | Edlaine 25,22% para continuar | Cátia 27,92% para continuar    | Bruno Cardoso 23,96% para continuar | Lucas 27,22% para continuar | Anahí 15,58% para continuar    | Dona Geni 15,27% para continuar | Lizi 16,45% para continuar     | Brenno 13,49% para continuar | Cel 11,95% para continuar   | Hideo 2,31% para continuar     | Fernando 3,45% para vencer |        |
| Eliminado                    | Fran 0,81% para continuar | Rita 0,37% para continuar | Hanny 0,60% para continuar | Luciano 0,38% para continuar | Maysa 0,98% para entrar | Baronesa 22,70% para continuar      | MC Mari 16,98% para continuar | Vinigram 19,79% para continuar | Edlaine 25,22% para continuar | Cátia 27,92% para continuar    | Bruno Cardoso 23,96% para continuar | Lucas 27,22% para continuar | Anahí 15,58% para continuar    | Dona Geni 15,27% para continuar | Lizi 16,45% para continuar     | Brenno 13,49% para continuar | Cel 11,95% para continuar   | Hideo 2,31% para continuar     | Fernando 3,45% para vencer |        |
| Eliminado                    | Fran 0,81% para continuar | Nemo 0,55% para continuar | Jéssica 0,65% para continuar | Lara 0,47% para continuar | Charles 1% para entrar | Baronesa 22,70% para continuar      | MC Mari 16,98% para continuar | Vinigram 19,79% para continuar | Edlaine 25,22% para continuar | Cátia 27,92% para continuar    | Bruno Cardoso 23,96% para continuar | Lucas 27,22% para continuar | Anahí 15,58% para continuar    | Dona Geni 15,27% para continuar | Lizi 16,45% para continuar     | Brenno 13,49% para continuar | Cel 11,95% para continuar   | Hideo 2,31% para continuar     | Fernando 3,45% para vencer |        |
| Eliminado                    | Jo 1,16% para continuar | Ingrid 0,57% para continuar | Amanda 0,72% para continuar | Claudia 0,53% para continuar | Manoelzinho 1,36% para entrar | Baronesa 22,70% para continuar      | MC Mari 16,98% para continuar | Vinigram 19,79% para continuar | Edlaine 25,22% para continuar | Cátia 27,92% para continuar    | Bruno Cardoso 23,96% para continuar | Lucas 27,22% para continuar | Anahí 15,58% para continuar    | Dona Geni 15,27% para continuar | Lizi 16,45% para continuar     | Brenno 13,49% para continuar | Cel 11,95% para continuar   | Hideo 2,31% para continuar     | Fernando 3,45% para vencer |        |
| Eliminado                    | Jo 1,16% para continuar | Thay 0,79% para continuar | Vinicius 1,01% para continuar | Matheus 0,60% para continuar | Thiago Cirillo 1,75% para entrar | Baronesa 22,70% para continuar      | MC Mari 16,98% para continuar | Vinigram 19,79% para continuar | Edlaine 25,22% para continuar | Cátia 27,92% para continuar    | Bruno Cardoso 23,96% para continuar | Lucas 27,22% para continuar | Anahí 15,58% para continuar    | Dona Geni 15,27% para continuar | Lizi 16,45% para continuar     | Brenno 13,49% para continuar | Cel 11,95% para continuar   | Hideo 2,31% para continuar     | Fernando 3,45% para vencer |        |
| Eliminado                    | Marcus 1,81% para continuar | Bruno Canaan 0,82% para continuar | Cibelle 1,08% para continuar | Izumed 0,71% para continuar | Jaline 1,94% para entrar | Baronesa 22,70% para continuar      | MC Mari 16,98% para continuar | Vinigram 19,79% para continuar | Edlaine 25,22% para continuar | Cátia 27,92% para continuar    | Bruno Cardoso 23,96% para continuar | Lucas 27,22% para continuar | Anahí 15,58% para continuar    | Dona Geni 15,27% para continuar | Lizi 16,45% para continuar     | Brenno 13,49% para continuar | Cel 11,95% para continuar   | Hideo 2,31% para continuar     | Fernando 3,45% para vencer |        |
| Eliminado                    | Marcus 1,81% para continuar | Leonardo 0,90% para continuar | Luciana 1,17% para continuar | Nathana 0,73% para continuar | Clevinho 1,97% para entrar | Baronesa 22,70% para continuar      | MC Mari 16,98% para continuar | Vinigram 19,79% para continuar | Edlaine 25,22% para continuar | Cátia 27,92% para continuar    | Bruno Cardoso 23,96% para continuar | Lucas 27,22% para continuar | Anahí 15,58% para continuar    | Dona Geni 15,27% para continuar | Lizi 16,45% para continuar     | Brenno 13,49% para continuar | Cel 11,95% para continuar   | Hideo 2,31% para continuar     | Rambo 9,53% para vencer    |        |
| Eliminado                    | Sandrão 2,31% para continuar | Theo 0,98% para continuar | Wellen 1,28% para continuar | Raphinha 0,83% para continuar | Heitor 2% para entrar | Baronesa 22,70% para continuar      | MC Mari 16,98% para continuar | Vinigram 19,79% para continuar | Edlaine 25,22% para continuar | Cátia 27,92% para continuar    | Bruno Cardoso 23,96% para continuar | Lucas 27,22% para continuar | Anahí 15,58% para continuar    | Dona Geni 15,27% para continuar | Lizi 16,45% para continuar     | Brenno 13,49% para continuar | Cel 11,95% para continuar   | Hideo 2,31% para continuar     | Rambo 9,53% para vencer    |        |
| Eliminado                    | Vini 2,33% para continuar | Jordana 1% para continuar | Preta 1,58% para continuar | Biel 1,08% para continuar | Ysani 2,42% para entrar | Baronesa 22,70% para continuar      | MC Mari 16,98% para continuar | Vinigram 19,79% para continuar | Edlaine 25,22% para continuar | Cátia 27,92% para continuar    | Bruno Cardoso 23,96% para continuar | Lucas 27,22% para continuar | Anahí 15,58% para continuar    | Dona Geni 15,27% para continuar | Lizi 16,45% para continuar     | Brenno 13,49% para continuar | Guipa 14,94% para continuar | Taty 20,32% para continuar     | Rambo 9,53% para vencer    |        |
| Eliminado                    | Vini 2,33% para continuar | Jordana 1% para continuar | Madson 1,59% para continuar | Poliana 1,32% para continuar | Ysani 2,42% para entrar | Baronesa 22,70% para continuar      | MC Mari 16,98% para continuar | Vinigram 19,79% para continuar | Edlaine 25,22% para continuar | Cátia 27,92% para continuar    | Bruno Cardoso 23,96% para continuar | Lucas 27,22% para continuar | Anahí 15,58% para continuar    | Dona Geni 15,27% para continuar | Lizi 16,45% para continuar     | Brenno 13,49% para continuar | Guipa 14,94% para continuar | Taty 20,32% para continuar     | Rambo 9,53% para vencer    |        |
| Eliminado                    | Kadu 2,34% para continuar | Neuma 1,05% para continuar | Vanessa 1,63% para continuar | Danilo 1,53% para continuar | Lippe 2,44% para entrar | Baronesa 22,70% para continuar      | MC Mari 16,98% para continuar | Vinigram 19,79% para continuar | Edlaine 25,22% para continuar | Cátia 27,92% para continuar    | Bruno Cardoso 23,96% para continuar | Lucas 27,22% para continuar | Anahí 15,58% para continuar    | Dona Geni 15,27% para continuar | Lizi 16,45% para continuar     | Brenno 13,49% para continuar | Guipa 14,94% para continuar | Taty 20,32% para continuar     | Rambo 9,53% para vencer    |        |
| Eliminado                    | Kadu 2,34% para continuar | Uarzancler 1,12% para continuar | Stephany 1,63% para continuar | Aline 1,69% para continuar | Gabriela 2,61% para entrar | Baronesa 22,70% para continuar      | MC Mari 16,98% para continuar | Vinigram 19,79% para continuar | Edlaine 25,22% para continuar | Cátia 27,92% para continuar    | Bruno Cardoso 23,96% para continuar | Lucas 27,22% para continuar | Anahí 15,58% para continuar    | Dona Geni 15,27% para continuar | Lizi 16,45% para continuar     | Brenno 13,49% para continuar | Guipa 14,94% para continuar | Taty 20,32% para continuar     | Hadad 35,19% para vencer   |        |
| Eliminado                    | Ratinho 2,48% para continuar | Márcia 1,13% para continuar | Fábio 1,71% para continuar | Vivi 1,90% para continuar | João Victor 2,76% para entrar | Baronesa 22,70% para continuar      | MC Mari 16,98% para continuar | Vinigram 19,79% para continuar | Edlaine 25,22% para continuar | Cátia 27,92% para continuar    | Bruno Cardoso 23,96% para continuar | Lucas 27,22% para continuar | Anahí 15,58% para continuar    | Dona Geni 15,27% para continuar | Lizi 16,45% para continuar     | Brenno 13,49% para continuar | Guipa 14,94% para continuar | Taty 20,32% para continuar     | Hadad 35,19% para vencer   |        |
| Eliminado                    | Ratinho 2,48% para continuar | Márcia 1,13% para continuar | Michelle 1,76% para continuar | Graci 1,93% para continuar | Bifão 2,78% para entrar | Baronesa 22,70% para continuar      | MC Mari 16,98% para continuar | Vinigram 19,79% para continuar | Edlaine 25,22% para continuar | Cátia 27,92% para continuar    | Bruno Cardoso 23,96% para continuar | Lucas 27,22% para continuar | Anahí 15,58% para continuar    | Dona Geni 15,27% para continuar | Lizi 16,45% para continuar     | Brenno 13,49% para continuar | Guipa 14,94% para continuar | Taty 20,32% para continuar     | Hadad 35,19% para vencer   |        |
| Eliminado                    | Billy 2,64% para continuar | Tatiane 1,27% para continuar | Carolina 1,80% para continuar | Danese 2% para continuar | Brunna 2,80% para entrar | Baronesa 22,70% para continuar      | MC Mari 16,98% para continuar | Vinigram 19,79% para continuar | Edlaine 25,22% para continuar | Cátia 27,92% para continuar    | Bruno Cardoso 23,96% para continuar | Lucas 27,22% para continuar | Anahí 15,58% para continuar    | Dona Geni 15,27% para continuar | Lizi 16,45% para continuar     | Brenno 13,49% para continuar | Guipa 14,94% para continuar | Taty 20,32% para continuar     | Hadad 35,19% para vencer   |        |
| Eliminado                    | Billy 2,64% para continuar | Nelsão 1,40% para continuar | Bruninho 1,85% para continuar | Maizy 2,01% para continuar | MC Jey Jey 2,86% para continuar | Baronesa 22,70% para continuar      | MC Mari 16,98% para continuar | Vinigram 19,79% para continuar | Edlaine 25,22% para continuar | Cátia 27,92% para continuar    | Bruno Cardoso 23,96% para continuar | Lucas 27,22% para continuar | Anahí 15,58% para continuar    | Dona Geni 15,27% para continuar | Lizi 16,45% para continuar     | Brenno 13,49% para continuar | Guipa 14,94% para continuar | Taty 20,32% para continuar     | Hadad 35,19% para vencer   |        |
| Eliminado                    | Luiza 2,86% para continuar | Fabrício 1,57% para continuar | Dani 1,85% para continuar | Michael 2,23% para continuar | Andreia 2,97% para continuar | Baronesa 22,70% para continuar      | MC Mari 16,98% para continuar | Vinigram 19,79% para continuar | Edlaine 25,22% para continuar | Cátia 27,92% para continuar    | Bruno Cardoso 23,96% para continuar | Lucas 27,22% para continuar | Anahí 15,58% para continuar    | Dona Geni 15,27% para continuar | Lizi 16,45% para continuar     | Brenno 13,49% para continuar | Guipa 14,94% para continuar | Taty 20,32% para continuar     | Hadad 35,19% para vencer   |        |
| Outras %                     | Hadad Não divulgado para continuar | Anahí Não divulgado para continuar | Bruno Cardoso Não divulgado para continuar | Hadad Não divulgado para continuar | Guipa Não divulgado para entrar | Guipa 30,58% para continuar         | Brenno 32,11% para continuar  | Lucas 29,39% para continuar    | Guipa 35,94% para continuar   | Fernando 31,48% para continuar | Fernando 36,61% para continuar      | Guipa 28,53% para continuar | Fernando 32,10% para continuar | Fellipe 15,74% para continuar   | Fernando 25,76% para continuar | Taty 23,69% para continuar   | Hadad 32,66% para continuar | Fernando 28,58% para continuar | Kaio 51,83% para vencer    |        |
| Outras %                     | Fellipe Não divulgado para continuar | Cel Não divulgado para continuar | Dona Geni Não divulgado para continuar | Kaio Não divulgado para continuar | Guipa Não divulgado para entrar | Guipa 30,58% para continuar         | Brenno 32,11% para continuar  | Lucas 29,39% para continuar    | Guipa 35,94% para continuar   | Fernando 31,48% para continuar | Fernando 36,61% para continuar      | Guipa 28,53% para continuar | Fernando 32,10% para continuar | Fellipe 15,74% para continuar   | Fernando 25,76% para continuar | Taty 23,69% para continuar   | Hadad 32,66% para continuar | Fernando 28,58% para continuar | Kaio 51,83% para vencer    |        |
| Outras %                     | Anahí Não divulgado para continuar | MC Jey Jey Não divulgado para continuar | Lizi Não divulgado para continuar | Brunna Não divulgado para continuar | Fellipe Não divulgado para entrar | Guipa 30,58% para continuar         | Brenno 32,11% para continuar  | Lucas 29,39% para continuar    | Guipa 35,94% para continuar   | Fernando 31,48% para continuar | Fernando 36,61% para continuar      | Guipa 28,53% para continuar | Fernando 32,10% para continuar | Fellipe 15,74% para continuar   | Fernando 25,76% para continuar | Taty 23,69% para continuar   | Hadad 32,66% para continuar | Fernando 28,58% para continuar | Kaio 51,83% para vencer    |        |
| Outras %                     | Anahí Não divulgado para continuar | Danilo Não divulgado para continuar | Lizi Não divulgado para continuar | Rambo Não divulgado para continuar | Fellipe Não divulgado para entrar | Guipa 30,58% para continuar         | Brenno 32,11% para continuar  | Lucas 29,39% para continuar    | Guipa 35,94% para continuar   | Fernando 31,48% para continuar | Fernando 36,61% para continuar      | Guipa 28,53% para continuar | Fernando 32,10% para continuar | Fellipe 15,74% para continuar   | Fernando 25,76% para continuar | Taty 23,69% para continuar   | Hadad 32,66% para continuar | Fernando 28,58% para continuar | Kaio 51,83% para vencer    |        |
| Outras %                     | Vinigram Não divulgado para continuar | Maizy Não divulgado para continuar | Lucas Não divulgado para continuar | Hideo Não divulgado para continuar | Baronesa Não divulgado para entrar | Guipa 30,58% para continuar         | Brenno 32,11% para continuar  | Lucas 29,39% para continuar    | Guipa 35,94% para continuar   | Fernando 31,48% para continuar | Fernando 36,61% para continuar      | Guipa 28,53% para continuar | Fernando 32,10% para continuar | Fellipe 15,74% para continuar   | Fernando 25,76% para continuar | Taty 23,69% para continuar   | Hadad 32,66% para continuar | Fernando 28,58% para continuar | Kaio 51,83% para vencer    |        |
| Outras %                     | Vinigram Não divulgado para continuar | Michael Não divulgado para continuar | Lucas Não divulgado para continuar | MC Mari Não divulgado para continuar | Baronesa Não divulgado para entrar | Guipa 30,58% para continuar         | Brenno 32,11% para continuar  | Lucas 29,39% para continuar    | Guipa 35,94% para continuar   | Fernando 31,48% para continuar | Fernando 36,61% para continuar      | Guipa 28,53% para continuar | Fernando 32,10% para continuar | Fellipe 15,74% para continuar   | Fernando 25,76% para continuar | Taty 23,69% para continuar   | Hadad 32,66% para continuar | Fernando 28,58% para continuar | Kaio 51,83% para vencer    |        |
| Outras %                     | MC Mari Não divulgado para continuar | Taty Não divulgado para continuar | Baronesa Não divulgado para continuar | João Victor Não divulgado para continuar | Rambo Não divulgado para entrar | Guipa 30,58% para continuar         | Brenno 32,11% para continuar  | Lucas 29,39% para continuar    | Guipa 35,94% para continuar   | Fernando 31,48% para continuar | Fernando 36,61% para continuar      | Guipa 28,53% para continuar | Fernando 32,10% para continuar | Lizi 22,97% para continuar      | Fernando 25,76% para continuar | Guipa 24,88% para continuar  | Hadad 32,66% para continuar | Fernando 28,58% para continuar | Kaio 51,83% para vencer    |        |
| Outras %                     | MC Mari Não divulgado para continuar | Ysani Não divulgado para continuar | Baronesa Não divulgado para continuar | Andreia Não divulgado para continuar | Rambo Não divulgado para entrar | Guipa 30,58% para continuar         | Brenno 32,11% para continuar  | Lucas 29,39% para continuar    | Guipa 35,94% para continuar   | Fernando 31,48% para continuar | Fernando 36,61% para continuar      | Guipa 28,53% para continuar | Fernando 32,10% para continuar | Lizi 22,97% para continuar      | Fernando 25,76% para continuar | Guipa 24,88% para continuar  | Hadad 32,66% para continuar | Fernando 28,58% para continuar | Kaio 51,83% para vencer    |        |
| Outras %                     | Bruno Cardoso Não divulgado para continuar | Charles Não divulgado para continuar | Heitor Não divulgado para continuar | Vinigram Não divulgado para continuar | Lucas Não divulgado para entrar | Guipa 30,58% para continuar         | Brenno 32,11% para continuar  | Lucas 29,39% para continuar    | Guipa 35,94% para continuar   | Fernando 31,48% para continuar | Fernando 36,61% para continuar      | Guipa 28,53% para continuar | Fernando 32,10% para continuar | Lizi 22,97% para continuar      | Fernando 25,76% para continuar | Guipa 24,88% para continuar  | Hadad 32,66% para continuar | Fernando 28,58% para continuar | Kaio 51,83% para vencer    |        |
| Outras %                     | Bruno Cardoso Não divulgado para continuar | Lippe Não divulgado para continuar | Heitor Não divulgado para continuar | Edlaine Não divulgado para continuar | Taty Não divulgado para entrar | Bruno Cardoso 46,72% para continuar | Anahí 50,91% para continuar   | Hadad 50,82% para continuar    | Kaio 38,84% para continuar    | Hadad 40,60% para continuar    | Kaio 39,43% para continuar          | Hadad 44,25% para continuar | Rambo 52,32% para continuar    | Lizi 22,97% para continuar      | Kaio 57,79% para continuar     | Guipa 24,88% para continuar  | Rambo 40,45% para continuar | Kaio 48,79% para continuar     | Kaio 51,83% para vencer    |        |
| Outras %                     | Edlaine Não divulgado para continuar | Cátia Não divulgado para continuar | Bifão Não divulgado para continuar | Baronesa Não divulgado para continuar | Hideo Não divulgado para entrar | Bruno Cardoso 46,72% para continuar | Anahí 50,91% para continuar   | Hadad 50,82% para continuar    | Kaio 38,84% para continuar    | Hadad 40,60% para continuar    | Kaio 39,43% para continuar          | Hadad 44,25% para continuar | Rambo 52,32% para continuar    | Lizi 22,97% para continuar      | Kaio 57,79% para continuar     | Guipa 24,88% para continuar  | Rambo 40,45% para continuar | Kaio 48,79% para continuar     | Kaio 51,83% para vencer    |        |
| Outras %                     | Edlaine Não divulgado para continuar | João Victor Não divulgado para continuar | Taty Não divulgado para continuar | Brenno Não divulgado para continuar | Lizi Não divulgado para entrar | Bruno Cardoso 46,72% para continuar | Anahí 50,91% para continuar   | Hadad 50,82% para continuar    | Kaio 38,84% para continuar    | Hadad 40,60% para continuar    | Kaio 39,43% para continuar          | Hadad 44,25% para continuar | Rambo 52,32% para continuar    | Lizi 22,97% para continuar      | Kaio 57,79% para continuar     | Guipa 24,88% para continuar  | Rambo 40,45% para continuar | Kaio 48,79% para continuar     | Kaio 51,83% para vencer    |        |
| Outras %                     | Kaio Não divulgado para continuar | Andreia Não divulgado para continuar | Guipa Não divulgado para continuar | Cátia Não divulgado para continuar | Vinigram Não divulgado para entrar | Bruno Cardoso 46,72% para continuar | Anahí 50,91% para continuar   | Hadad 50,82% para continuar    | Kaio 38,84% para continuar    | Hadad 40,60% para continuar    | Kaio 39,43% para continuar          | Hadad 44,25% para continuar | Rambo 52,32% para continuar    | Kaio 46,02% para continuar      | Kaio 57,79% para continuar     | Rambo 37,94% para continuar  | Rambo 40,45% para continuar | Kaio 48,79% para continuar     | Kaio 51,83% para vencer    |        |
| Outras %                     | Kaio Não divulgado para continuar | Carolina Não divulgado para continuar | Cacau Não divulgado para continuar | Ysani Não divulgado para continuar | MC Mari Não divulgado para entrar | Bruno Cardoso 46,72% para continuar | Anahí 50,91% para continuar   | Hadad 50,82% para continuar    | Kaio 38,84% para continuar    | Hadad 40,60% para continuar    | Kaio 39,43% para continuar          | Hadad 44,25% para continuar | Rambo 52,32% para continuar    | Kaio 46,02% para continuar      | Kaio 57,79% para continuar     | Rambo 37,94% para continuar  | Rambo 40,45% para continuar | Kaio 48,79% para continuar     | Kaio 51,83% para vencer    |        |
| Outras %                     | Poliana Não divulgado para continuar | MC Mari Não divulgado para continuar | Brunna Não divulgado para continuar | Fellipe Não divulgado para continuar | Fernando Não divulgado para entrar | Bruno Cardoso 46,72% para continuar | Anahí 50,91% para continuar   | Hadad 50,82% para continuar    | Kaio 38,84% para continuar    | Hadad 40,60% para continuar    | Kaio 39,43% para continuar          | Hadad 44,25% para continuar | Rambo 52,32% para continuar    | Kaio 46,02% para continuar      | Kaio 57,79% para continuar     | Rambo 37,94% para continuar  | Rambo 40,45% para continuar | Kaio 48,79% para continuar     | Kaio 51,83% para vencer    |        |
| Outras %                     | Poliana Não divulgado para continuar | MC Mari Não divulgado para continuar | Brunna Não divulgado para continuar | Taty Não divulgado para continuar | Cátia Não divulgado para entrar | Bruno Cardoso 46,72% para continuar | Anahí 50,91% para continuar   | Hadad 50,82% para continuar    | Kaio 38,84% para continuar    | Hadad 40,60% para continuar    | Kaio 39,43% para continuar          | Hadad 44,25% para continuar | Rambo 52,32% para continuar    | Kaio 46,02% para continuar      | Kaio 57,79% para continuar     | Rambo 37,94% para continuar  | Rambo 40,45% para continuar | Kaio 48,79% para continuar     | Kaio 51,83% para vencer    |        |
| Outras %                     | Cel Não divulgado para continuar | Brenno Não divulgado para continuar | Lippe Não divulgado para continuar | Heitor Não divulgado para continuar | Edlaine Não divulgado para entrar | Bruno Cardoso 46,72% para continuar | Anahí 50,91% para continuar   | Hadad 50,82% para continuar    | Kaio 38,84% para continuar    | Hadad 40,60% para continuar    | Kaio 39,43% para continuar          | Hadad 44,25% para continuar | Rambo 52,32% para continuar    | Kaio 46,02% para continuar      | Kaio 57,79% para continuar     | Rambo 37,94% para continuar  | Rambo 40,45% para continuar | Kaio 48,79% para continuar     | Kaio 51,83% para vencer    |        |
| Outras %                     | João Victor Não divulgado para continuar | Ana Paula Não divulgado para continuar | Rambo Não divulgado para continuar | Lizi Não divulgado para continuar | Brenno Não divulgado para entrar | Bruno Cardoso 46,72% para continuar | Anahí 50,91% para continuar   | Hadad 50,82% para continuar    | Kaio 38,84% para continuar    | Hadad 40,60% para continuar    | Kaio 39,43% para continuar          | Hadad 44,25% para continuar | Rambo 52,32% para continuar    | Kaio 46,02% para continuar      | Kaio 57,79% para continuar     | Rambo 37,94% para continuar  | Rambo 40,45% para continuar | Kaio 48,79% para continuar     | Kaio 51,83% para vencer    |        |

## Participações especiais

### Apresentações musicais
| Data                | Artista       | Tema        | Ref.   |
| ------------------- | ------------- | ----------- | ------ |
| 8 de maio de 2024   | Felipe Araújo | Fim da Vila | [ 26 ] |
| 16 de julho de 2024 | Jeito Moleque | Festa Final | [ 27 ] |

## Classificação geral
| Pos.   | Participante         | Meio de indicação           | % dos votos | Eliminado em |
| ------ | -------------------- | --------------------------- | ----------- | ------------ |
| 1      | Kaio Perroni         | Finalista                   | 51,83%      | —            |
| 2      | João Hadad           | Finalista                   | 35,19%      | —            |
| 3      | William Rambo        | Finalista                   | 9,53%       | —            |
| 4      | Fernando Sampaio     | Finalista                   | 3,45%       | —            |
| 5      | Taty Pink            | Prova Final (Kaio)          | 20,32%      | Semana 12    |
| 6      | Hideo Matsunaga      | Prova Final (Kaio)          | 2,31%       | Semana 12    |
| 7      | Guipa Pallesi        | Prova Final (Rambo)         | 14,94%      | Semana 12    |
| 8      | Cel Hayashi          | Prova Final (Rambo)         | 11,95%      | Semana 12    |
| 9      | Brenno Pavarini      | Votação da Mansão (3 votos) | 13,49%      | Semana 12    |
| 10     | Fellipe Villas       | Retirado                    | Retirado    | Semana 12    |
| 11     | Lizi Gutierrez       | Votação da Mansão (6 votos) | 16,45%      | Semana 11    |
| 12     | Geni Grohalski       | Votação dos Donos (6 votos) | 15,27%      | Semana 11    |
| 13     | Anahí Rodrighero     | Votação das Donas (6 votos) | 15,58%      | Semana 10    |
| 14     | Lucas de Albú        | Donos (Brenno e Kaio)       | 27,22%      | Semana 9     |
| 15     | Bruno Cardoso        | Votação da Mansão (4 votos) | 23,96%      | Semana 8     |
| 16     | Cátia Paganote       | Votação da Mansão (5 votos) | 27,92%      | Semana 7     |
| 17     | Edlaine Barboza      | Punição das Donas           | 25,22%      | Semana 6     |
| 18     | Vinigram             | Prova da Virada (Cel)       | 19,79%      | Semana 5     |
| 19     | MC Mari              | Prova da Virada (Kaio)      | 16,98%      | Semana 4     |
| 20     | Claudia Baronesa     | Punição dos Donos           | 22,70%      | Semana 3     |
| 21–36  | Andreia Andrade      | Final da Vila               | 2,97%       | Semana 2     |
| 21–36  | Bifão                | Final da Vila               | 2,78%       | Semana 2     |
| 21–36  | Brunna Bernardy      | Final da Vila               | 2,80%       | Semana 2     |
| 21–36  | Charles Daves        | Final da Vila               | 1%          | Semana 2     |
| 21–36  | Clevinho Santana     | Final da Vila               | 1,97%       | Semana 2     |
| 21–36  | Gabriela Rossi       | Final da Vila               | 2,61%       | Semana 2     |
| 21–36  | Heitor Ximenes       | Final da Vila               | 2%          | Semana 2     |
| 21–36  | Jaline Araújo        | Final da Vila               | 1,94%       | Semana 2     |
| 21–36  | João Victor Pinto    | Final da Vila               | 2,76%       | Semana 2     |
| 21–36  | Lippe Rodrigues      | Final da Vila               | 2,44%       | Semana 2     |
| 21–36  | Manoelzinho Gomes    | Final da Vila               | 1,36%       | Semana 2     |
| 21–36  | Maysa Reis           | Final da Vila               | 0,98%       | Semana 2     |
| 21–36  | MC Jey Jey           | Final da Vila               | 2,86%       | Semana 2     |
| 21–36  | Thiago Cirillo       | Final da Vila               | 1,75%       | Semana 2     |
| 21–36  | Thiago Luz           | Final da Vila               | 0,49%       | Semana 2     |
| 21–36  | Ysani Kalapalo       | Final da Vila               | 2,42%       | Semana 2     |
| 37–53  | Aline Bina           | Dono (Clevinho)             | 1,69%       | Semana 2     |
| 37–53  | Biel Azevedo         | Dono (Thiago Luz)           | 1,08%       | Semana 2     |
| 37–53  | Claudia Carmo        | Dono (Thiago Luz)           | 0,53%       | Semana 2     |
| 37–53  | Brunno Danese        | Dono (Clevinho)             | 2%          | Semana 2     |
| 37–53  | Danilo Garcia        | Dono (Manoelzinho)          | 1,53%       | Semana 2     |
| 37–53  | Graci Zermiani       | Dono (Thiago Luz)           | 1,93%       | Semana 2     |
| 37–53  | Izumed               | Dono (Thiago Luz)           | 0,71%       | Semana 2     |
| 37–53  | Jonas Bento          | Dono (Thiago Luz)           | 0,33%       | Semana 2     |
| 37–53  | Lara Costa           | Dono (Thiago Luz)           | 0,47%       | Semana 2     |
| 37–53  | Luciano Rodrigues    | Dono (Clevinho)             | 0,38%       | Semana 2     |
| 37–53  | Maizy Magalhães      | Dono (Thiago Luz)           | 2,01%       | Semana 2     |
| 37–53  | Matheus Destri       | Dono (Thiago Luz)           | 0,60%       | Semana 2     |
| 37–53  | Michael Calasans     | Dono (Clevinho)             | 2,23%       | Semana 2     |
| 37–53  | Nathana Brito        | Dono (Thiago Luz)           | 0,73%       | Semana 2     |
| 37–53  | Poliana Roberta      | Dono (Clevinho)             | 1,32%       | Semana 2     |
| 37–53  | Raphinha Hoffman     | Dono (Manoelzinho)          | 0,83%       | Semana 2     |
| 37–53  | Vivi Fernandez       | Dono (Thiago Luz)           | 1,90%       | Semana 2     |
| 54     | Cacau Luz            | Desistente                  | Desistente  | Semana 2     |
| 55–71  | Amanda Martins       | Dona (Edlaine)              | 0,72%       | Semana 1     |
| 55–71  | Bruninho Mano        | Dona (Edlaine)              | 1,85%       | Semana 1     |
| 55–71  | Carolina Roland      | Dono (Luciano)              | 1,80%       | Semana 1     |
| 55–71  | Cibelle Mestre       | Dona (Jaline)               | 1,08%       | Semana 1     |
| 55–71  | Dani Bavoso          | Dona (Jaline)               | 1,85%       | Semana 1     |
| 55–71  | Fábio Gontijo        | Dona (Edlaine)              | 1,71%       | Semana 1     |
| 55–71  | Hanny Boni           | Dona (Jaline)               | 0,60%       | Semana 1     |
| 55–71  | Jéssica Marisol      | Dono (Luciano)              | 0,65%       | Semana 1     |
| 55–71  | Luciana Mirihad      | Dona (Edlaine)              | 1,17%       | Semana 1     |
| 55–71  | Madson Formagini     | Dono (Luciano)              | 1,59%       | Semana 1     |
| 55–71  | Michelle Heiden      | Dona (Edlaine)              | 1,76%       | Semana 1     |
| 55–71  | Nadya França         | Dona (Jaline)               | 0,38%       | Semana 1     |
| 55–71  | Preta Praiana        | Dona (Jaline)               | 1,58%       | Semana 1     |
| 55–71  | Stephany Carvalho    | Dono (Luciano)              | 1,63%       | Semana 1     |
| 55–71  | Vanessa Di Santo     | Dona (Edlaine)              | 1,63%       | Semana 1     |
| 55–71  | Vinicius Venturini   | Dono (Luciano)              | 1,01%       | Semana 1     |
| 55–71  | Wellen Rocha         | Dona (Edlaine)              | 1,28%       | Semana 1     |
| 72     | Ana Paula Oliveira   | Desistente                  | Desistente  | Semana 1     |
| 73–87  | Bruno Canaan         | Dona (Gabriela)             | 0,82%       | Semana 1     |
| 73–87  | Di Silva             | Dono (Danese)               | 0,17%       | Semana 1     |
| 73–87  | Fabrício Almeida     | Dona (Gabriela)             | 1,57%       | Semana 1     |
| 73–87  | Ingrid Caravellas    | Dono (Lucas)                | 0,57%       | Semana 1     |
| 73–87  | Jordana Guimarães    | Dono (Lucas)                | 1%          | Semana 1     |
| 73–87  | Leonardo Saavedra    | Dono (Lucas)                | 0,90%       | Semana 1     |
| 73–87  | Márcia Barroz        | Dono (Lucas)                | 1,13%       | Semana 1     |
| 73–87  | Nelsão Fênix         | Dona (Gabriela)             | 1,40%       | Semana 1     |
| 73–87  | Nemo Pimenta         | Dona (Gabriela)             | 0,55%       | Semana 1     |
| 73–87  | Neuma Carolina       | Dono (Lucas)                | 1,05%       | Semana 1     |
| 73–87  | Rita Assumpção       | Dono (Danese)               | 0,37%       | Semana 1     |
| 73–87  | Tatiane Melo         | Dono (Lucas)                | 1,27%       | Semana 1     |
| 73–87  | Thay Sampaio         | Dono (Danese)               | 0,79%       | Semana 1     |
| 73–87  | Theo Black           | Dono (Lucas)                | 0,98%       | Semana 1     |
| 73–87  | Uarzancler Zuckerman | Dona (Gabriela)             | 1,12%       | Semana 1     |
| 88     | Ricardo Costa        | Expulso                     | Expulso     | Semana 1     |
| 89     | Gustavo Mustafe      | Desistente                  | Desistente  | Semana 1     |
| 90     | Ana K Abreu          | Desistente                  | Desistente  | Semana 1     |
| 91–100 | Billy Santana        | Dona (Cacau)                | 2,64%       | Semana 1     |
| 91–100 | Flavinha Cheirosa    | Dona (Cacau)                | 0,45%       | Semana 1     |
| 91–100 | Fran Sabino          | Dona (Cacau)                | 0,81%       | Semana 1     |
| 91–100 | Jo Werner            | Dona (Cacau)                | 1,16%       | Semana 1     |
| 91–100 | Kadu Rodrigues       | Dona (Cacau)                | 2,34%       | Semana 1     |
| 91–100 | Luiza Aragão         | Dona (Claudia)              | 2,86%       | Semana 1     |
| 91–100 | Marcus Cowboy        | Dono (Madson)               | 1,81%       | Semana 1     |
| 91–100 | Ratinho              | Dona (Cacau)                | 2,48%       | Semana 1     |
| 91–100 | Sandrão França       | Dona (Cacau)                | 2,31%       | Semana 1     |
| 91–100 | Vini Sassone         | Dona (Claudia)              | 2,33%       | Semana 1     |
| 101    | Gaby Fontenelle      | Desistente                  | Desistente  | Semana 1     |

## Audiência
- Os dados são providos pelo Kantar IBOPE Media e se referem ao público da Grande São Paulo.

| Data de transmissão | SEG             | TER             | QUA             | QUI             | SEX             | SÁB             | DOM             | Média semanal |
| ------------------- | --------------- | --------------- | --------------- | --------------- | --------------- | --------------- | --------------- | ------------- |
| 22/04 a 28/04/2024  | 4,5             | 4,8             | 3,8             | 4,1             | 4,6             | 3,1             | 4,0             | 4,1           |
| 29/04 a 05/05/2024  | 3,9             | 4,2             | 3,8             | 3,8             | 4,5             | 2,8             | 4,4             | 3,9           |
| 06/05 a 12/05/2024  | 3,7             | 4,1             | 4,1             | 3,9             | 3,7             | 2,9             | 4,0             | 3,8           |
| 13/05 a 19/05/2024  | 3,6             | 3,4             | 4,2             | 3,6             | 4,4             | 3,4             | 3,2             | 3,6           |
| 20/05 a 26/05/2024  | 3,5             | 4,5             | 3,5             | 3,6             | 3,3             | 3,5             | 3,3             | 3,6           |
| 27/05 a 02/06/2024  | 3,4             | 3,4             | 4,0             | 3,0             | 3,3             | 3,1             | 3,1             | 3,3           |
| 03/06 a 09/06/2024  | 3,3             | 3,4             | 3,9             | 3,1             | 3,7             | 2,7             | 3,7             | 3,4           |
| 10/06 a 16/06/2024  | 3,2             | 3,6             | 3,3             | 4,1             | 4,5             | 2,8             | 3,6             | 3,5           |
| 17/06 a 23/06/2024  | 3,6             | 4,0             | 4,0             | 4,4             | 4,4             | 3,1             | 3,4             | 3,8           |
| 24/06 a 30/06/2024  | 3,8             | 3,9             | 4,6             | 4,0             | 3,6             | 2,9             | 3,8             | 3,8           |
| 01/07 a 07/07/2024  | 3,5             | 3,1             | 4,7             | 4,8             | 4,5             | 3,0             | 3,9             | 3,9           |
| 08/07 a 14/07/2024  | 3,5             | 3,7             | 4,8             | 4,8             | 4,1             | 4,1             | 4,7             | 4,2           |
| 15/07 a 18/07/2024  | 3,7             | 4,3             | 3,8             | 4,6             | —               | —               | —               | 4,1           |
| 22/04 a 18/07/2024  | Média da edição | Média da edição | Média da edição | Média da edição | Média da edição | Média da edição | Média da edição | 3,7           |

- Em 2024, cada ponto representa 73,2 mil domicílios ou 191,4 mil pessoas na Grande São Paulo.[142]